# Guerras romano-persas
As guerras romano-persas foram uma série de conflitos militares entre o Estado romano e os sucessivos impérios iranianos: a Pártia e a Sassânia. A Pérsia, como um grande desenvolvimento cultural e militar, tornou-se um inimigo de Roma e manteve-se como tal por vários séculos. Os romanos viram nos persas uma potência semelhante a si, e os grandes reis de Ctesifonte viam-os da mesma forma. Os persas já há muito tempo denominam seus soberanos como "grande rei", o que lhes atribui uma grandeza similar à de augusto no Império Romano.
As hostilidades entre estas potências iniciaram-se em 92 a.C. e prolongaram-se por séculos até serem concluídas com as invasões árabes muçulmanas, que atingiram os impérios Sassânida e Bizantino com efeito devastador logo após o fim do último conflito entre eles. Embora a guerra entre os romanos e partas/sassânidas tenha durado sete séculos, a fronteira permaneceu aproximadamente estável. Um jogo de cabo de guerra se seguiu: cidades, fortificações e províncias foram continuamente saqueadas, capturadas, destruídas e trocadas. Nenhum dos lados tinha força logística ou mão de obra para manter longas campanhas longe de suas fronteiras e, portando, nem poderiam avançar muito longe sem arriscar esticá-las muito tenuemente. Ambos os lados fizeram conquistas além da fronteira, mas com o tempo o equilíbrio foi quase sempre restaurado. A linha do impasse deslocou-se no século II: originalmente percorrendo a norte do Eufrates, neste período foi deslocada para leste e mais tarde para nordeste através da Mesopotâmia para o norte do Tigre. Houve também várias mudanças substanciais mais a norte, na Armênia e Cáucaso.
A despesa de recursos durante as guerras romano-persas provaram-se catastróficas para ambos os impérios. A prolongada e ascendente guerra dos séculos VI e VII deixou-os exaustos e vulneráveis à súbita emergência e expansão do Califado Ortodoxo, cujas forças invadiram ambos os impérios poucos anos após o fim da última guerra romano-persa. Beneficiados pela condição enfraquecida deles, os exércitos árabes muçulmanos rapidamente conquistaram o Império Sassânida e privaram o Império Bizantino de seus territórios no Levante, Cáucaso, Egito e Magrebe. Ao longo dos séculos seguintes, a maior parte do antigo território do Império Bizantino permaneceu sob domínio muçulmano.

## Antecedentes históricos
De acordo com James Howard-Johnston "do século III a.C. ao começo do século VII d.C., os competidores rivais [no Oriente] foram estados com pretensões imperiais, que eram capazes de estabelecer e assegurar territórios estáveis que transcendem divisões regionais". Os romanos e os partas vieram a ter contado através de suas respectivas conquistas de partes do Império Selêucida. Durante o século III a.C. os partas migraram das estepes da Ásia Central para o nordeste do Irã. Embora subjugados por um tempo pelos selêucidas, no século II se libertaram e estabeleceram um Estado independente que constantemente expandiu-se as custas de seus antigos governantes, conquistando a Pérsia e Mesopotâmia. Governados pela dinastia arsácida, os partas rechaçaram diversas tentativas selêucidas de reaver seus territórios perdidos e estenderam seu domínio fundo dentro da Índia (ver Reino Indo-Parta). Enquanto isso os romanos expulsaram os selêucidas de seus territórios na Anatólia no começo do século II a.C., após derrotarem Antíoco III Magno em Termópilas e Magnésia. Finalmente, em 64 a.C. Pompeu conquistou o restante dos territórios selêucidas na Síria, extinguindo seu Estado e avançando a fronteira oriental romana para o Eufrates, onde encontrou o território dos partas.

## Guerras romano-partas

### República Romana contra o Império Parta

República Romana, Império Selêucida e Pártia em Logo tanto os romanos como os partas invadiriam os territórios selêucidas e tornariam-se os estados mais fortes da Ásia ocidental

Pártia e seus sub-reinos em

O empreendimento parta no Ocidente começou no tempo de Mitrídates I (r. 171–138 a.C.) e foi revivido por Mitrídates II (r. 122–88 a.C.), que negociou sem sucesso com Lúcio Cornélio Sula para uma aliança romano-parta (c. 105 a.C.). Quando Lúcio Licínio Lúculo invadiu o sul da Armênia e liderou um ataque contra Tigranes, o Grande (r. 95–55 a.C.) em 69 a.C., ele correspondeu-se com Fraates III (r. 70–57 a.C.) para convencê-lo a intervir. Embora os partas tenham permanecido neutros, Lúculo considerou a possibilidade de atacá-los. Em 66−65 a.C., Pompeu chegou a um acordo com Fraates, e tropas romano-partas invadiram a Armênia, mas uma disputa logo surgiu sobre a fronteira do Eufrates. Finalmente, Fraates firmou seu controle sobre a Mesopotâmia, exceto pelo distrito ocidental do Reino de Osroena, que tornou-se uma dependência romana. O general romano Marco Licínio Crasso liderou uma invasão na Mesopotâmia em 53 a.C. com resultados catastróficos; ele e seu filho Públio foram mortos na batalha de Carras pelos partas sob o general Surena; esta foi a pior derrota romana desde a batalha de Canas. Os partas realizaram uma ofensiva à província romana da Síria, no ano seguinte, e montaram uma grande invasão, em 51 a.C., mas o exército deles caiu em uma emboscada romana, perto de Antigônia, e foi rechaçado.
Os partas mantiveram-se, em grande parte, neutros durante Guerra Civil Cesariana, travada entre as forças apoiantes de Júlio César e as de Pompeu. Estas, com apoio da facção tradicional do senado romano. Contudo, eles mantiveram relações com Pompeu e, após sua derrota e morte, uma força sob Pácoro I ajudou o general pompeano Quinto Cecílio Basso, que foi sitiado no vale de Apameia, pelas forças cesarianas. Com o fim da guerra civil, Júlio César preparou uma campanha contra a Pártia, mas seu assassinato evitou a guerra. Os partas apoiaram Bruto e Cássio durante a Guerra Civil dos Liberadores, enviando um contingente para lutar ao lado deles na batalha de Filipos, em 42 a.C.. Após a derrota dos liberadores, os partas invadiram o território romano, em 40 a.C., em conjunção com o romano Quinto Labieno, um antigo apoiante de Bruto e Cássio. Eles rapidamente invadiram a província romana da Síria e avançaram para a Judeia, derrubando o cliente romano Hircano II e instalaram seu sobrinho Antígono. Por um momento, o Oriente romano inteiro parecia perdido para os partas ou prestes a cair em suas mãos. Contudo, a conclusão da segunda guerra civil logo reviveu a força romana na Ásia. Marco António tinha enviado Ventídio para se opor a Labieno, que havia invadido a Anatólia. Logo Labieno foi rechaçado para a Síria pelas forças romanas e, embora reforçado pelos partas, foi derrotado, tomado como prisioneiro e morto. Após sofrerem outra derrota próximo dos Portões Sírios, os partas se retiraram para a Síria. Eles retornaram em 38 a.C. mas foram decisivamente derrotados por Ventídio, e Pácoro foi morto. Na Judeia, Antígono foi deposto com ajuda de Herodes, o Grande (r. 37–4 a.C.) em 37 a.C. Com a restauração do controle romano na Síria e Judeia, Marco António liderou um enorme exército no reino de Atropatene, mas seu comboio e escolta foram isolados e eliminados, enquanto seus aliados armênios desertaram. Falhando em fazer progresso contra as posições partas, os romanos se retiraram com pesadas baixas. Antônio foi novamente para a Armênia, em 33 a.C., para juntar-se com o rei medo, contra Otaviano e os partas. Outras precauções obrigaram- no a se retirar, e a região inteira caiu sob controle parta.

### Império Romano contra Império Parta
Como as tensões entre as duas potências ameaçavam renovar a guerra, Caio César e Fraates V (r. 2 a.C.–4 d.C.) prepararam um compromisso em 1 d.C.. De acordo com o pacto, a Pártia comprometeu-se a retirar suas forças da Armênia e reconhecer de facto um protetorado romano lá. No entanto, a rivalidade romano-persa pelo controle e influência na Armênia continuou inabalável nas décadas seguintes. A decisão do xá Artabano II (r. 10-35; 36-38) de colocar seu filho no trono armênio vago desencadeou uma guerra com Roma, em 36, que terminou quando Artabano II abandonou a reivindicação de uma esfera de influência na Armênia. A guerra eclodiu em 58, após o xá Vologases I (r. 51–78) forçosamente instalar seu irmão Tiridates I no trono armênio. As forças romanas lideradas pelo general Cneu Domício Córbulo derrubaram Tiridates e o substituíram com um príncipe capadócio, desencadeando uma segunda rodada de combates. O conflito chegou ao fim em 63, após os romanos concordarem em permitir Tiridates e seus descendentes de governarem a Armênia na condição de que eles fossem investidos no trono pelo imperador romano.
Uma nova série de conflitos começou no século II, durante os quais os romanos consistentemente mantiveram vantagem sobre os partas. Trajano (r. 98–117) invadiu a Armênia e Mesopotâmia durante 114 e 115 e anexou-as como províncias romanas. Ele capturou a capital parta, Ctesifonte, antes de velejar rio abaixo, em direção ao golfo Pérsico. Contudo, revoltas eclodiram, em 115, nos territórios ocupados, enquanto uma grande revolta judia estourou em território romano, severamente espalhando os seus recursos militares. As forças partas atacaram as posições chave romanas, e as guarnições em Selêucia, Nísibis (atual Nusaybin) e Edessa (atual Şanlıurfa) foram expulsas pelos habitantes locais. Trajano subjugou os rebeldes na Mesopotâmia, mas tendo instalado no trono, como cliente, o príncipe parta Partamaspates, ele retirou seus exércitos e retornou para a Síria.
Trajano morreu, em 117, antes de ser capaz de reorganizar e consolidar o controle romano sobre as províncias partas. A guerra parta de Trajano inicialmente uma "mudança de ênfase na grande estratégia do Império Romano", mas seu sucessor, Adriano, decidiu que era de interesse de Roma restabelecer o Eufrates como limite de controle direto. Adriano retornou o status quo ante bellum, e entregou os territórios da Armênia, Mesopotâmia e Adiabena para seus governantes e reis-clientes anteriores.
A guerra sobre a Armênia eclodiu novamente em 161, quando Vologases IV (r. 147–191) derrotou os romanos lá, capturou Edessa e devastou a Síria. Em 163, um contra-ataque romano, sob Estácio Prisco, derrotou os partas, na Armênia, e instalou um candidato pró-romano no trono armênio. Nos anos seguintes, Avídio Cássio invadiu a Mesopotâmia, vencendo batalhas, em Dura Europo e Selêucia, e saqueando Ctesifonte, em 165. Uma epidemia que estava varrendo a Pártia naquele tempo, possivelmente de varíola, espalhou-se no exército romano e forçou-o a se retirar; esta foi a origem da Peste Antonina que durou uma geração em todo o Império Romano (165–180). Em 195-197, uma ofensiva romana, sob Septímio Severo, (r. 193–211) levou à aquisição de áreas ao norte da Mesopotâmia, tão distantes como as vizinhanças de Nísibis e Singara, bem como o segundo saque de Ctesifonte. Uma guerra final contra os partas foi lançada por Caracala (r. 211–217), que saqueou Arbela, em 216. Após seu assassinato, seu sucessor, Macrino (r. 217–218), foi derrotado pelos partas perto de Nísibis. Em troca de paz, foi obrigado a pagar pelo dano causado por Caracala.

## Guerras romano-sassânidas

### Conflitos iniciais entre romanos e sassânidas

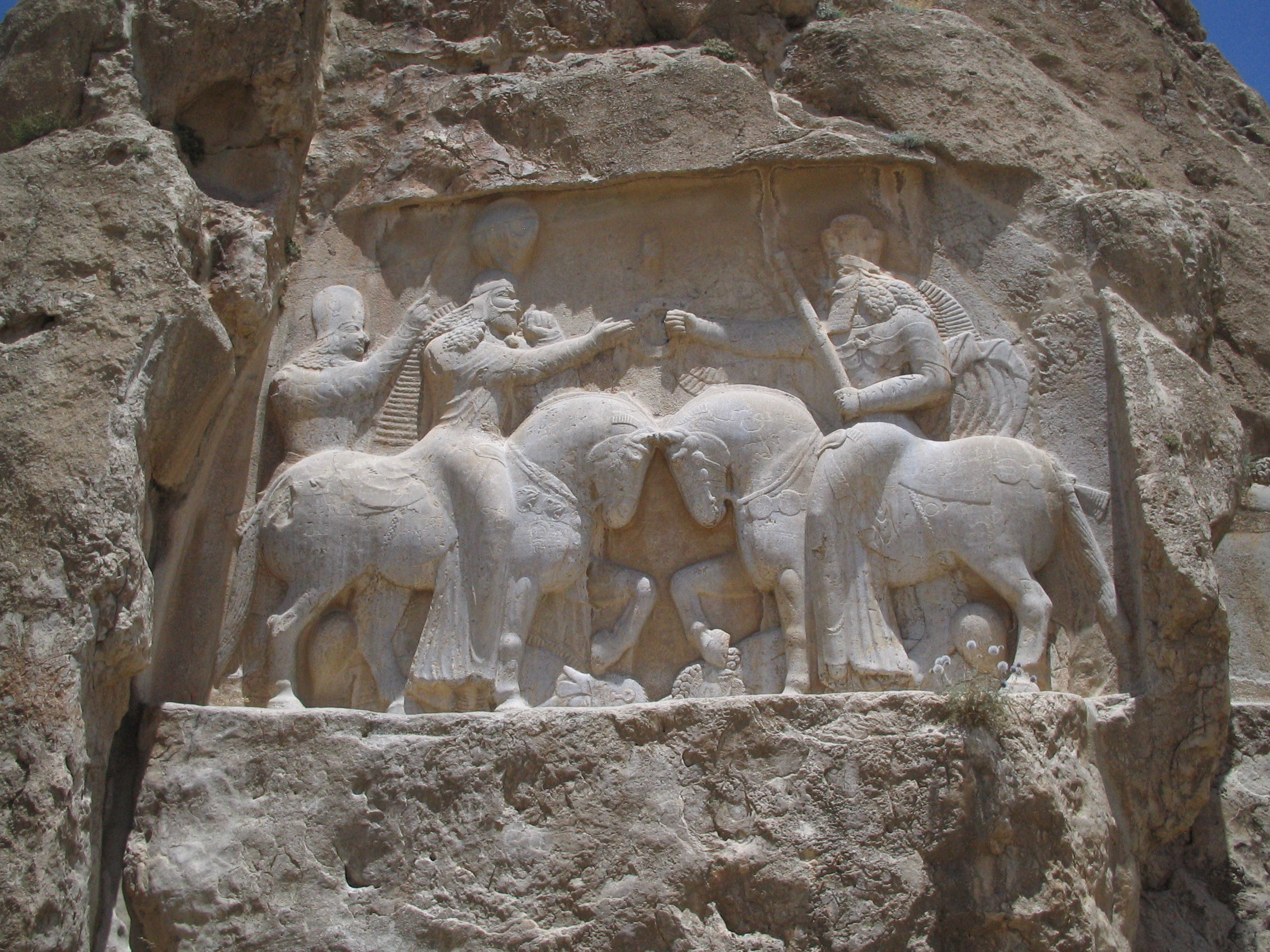
Baixo-relevo em Naqsh-i Rustam representando a investidura de

Os conflitos foram retomados pouco depois da derrubada do xá Artabano IV (r. 208–224) e a fundação do Império Sassânida por Artaxer I (r. 226–240/242). Sua primeira manobra contra os romanos foi uma invasão à Mesopotâmia e à Síria, em 230. Segundo fontes clássicas ocidentais, ele justificou seu ato em seu desejo de recuperar os antigos territórios pertencentes ao Império Aquemênida, todavia, devido à discrepância dessas fontes com aquelas provenientes do Oriente, ainda há discordância entre os historiadores modernos quanto à interpretação correta. Alexandre Severo (r. 222–235), após negociações infrutíferas, levantou-se contra ele, em 232. De acordo com Herodiano, os exércitos romanos sofreram uma série de reveses e derrotas, enquanto, de acordo com a História Augusta, bem como o registro enviado ao senado romano, pelo próprio Alexandre, ele teve grandes vitórias. Fazendo de Antioquia (atual Antáquia) sua base, marchou, com suas tropas, para Ctesifonte, mas logrou apenas resultados parciais: uma das três colunas do exército romano foi aniquilada pelos persas e as demais bateram em retirada pela Armênia. Embora os sassânidas tivessem sido repelidos naquele momento, a conduta do exército romano mostrou uma extraordinária falta de disciplina.
Em 238-240, no final de seu reinado, Artaxer atacou novamente, tomando várias cidades na Síria e Mesopotâmia, incluindo Carras (atual Harã), Nísibis (atual Nusaybin) e Hatra. A luta foi retomada e intensificada sob o sucessor de Artaxer, Sapor I (r. 240/242–272). Sapor I dirigiu três campanhas contra o Império Romano, cuja cronologia precisa é desconhecida devido às contradições contidas nas fontes. Uma fonte de interesse é a conhecida inscrição trilíngue (em persa médio, parto e grego) do Cubo de Zaratustra em Naqsh-i Rustam denominada Os Feitos do Divino Sapor (Res Gestae Divi Saporis), uma crônica de Sapor I sobre sua vitória. De modo diferente são consideradas as fontes ocidentais, como a História Augusta, que apenas oferecem informação fidedigna sobre o desenvolvimento das campanhas.[a]

### SaporI

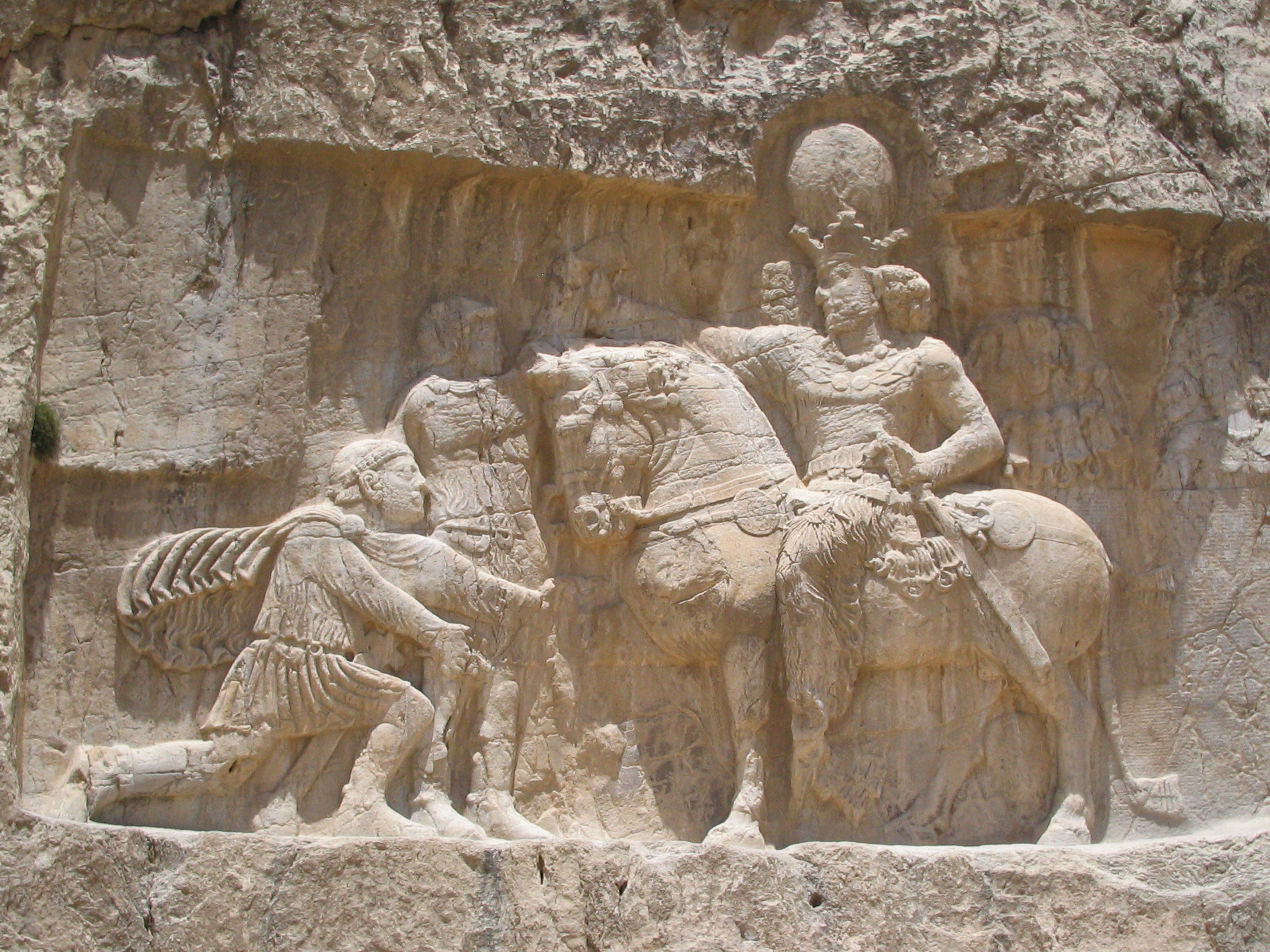
Baixo-relevo em Naqsh-i Rustam representando (no cavalo) com e Valeriano

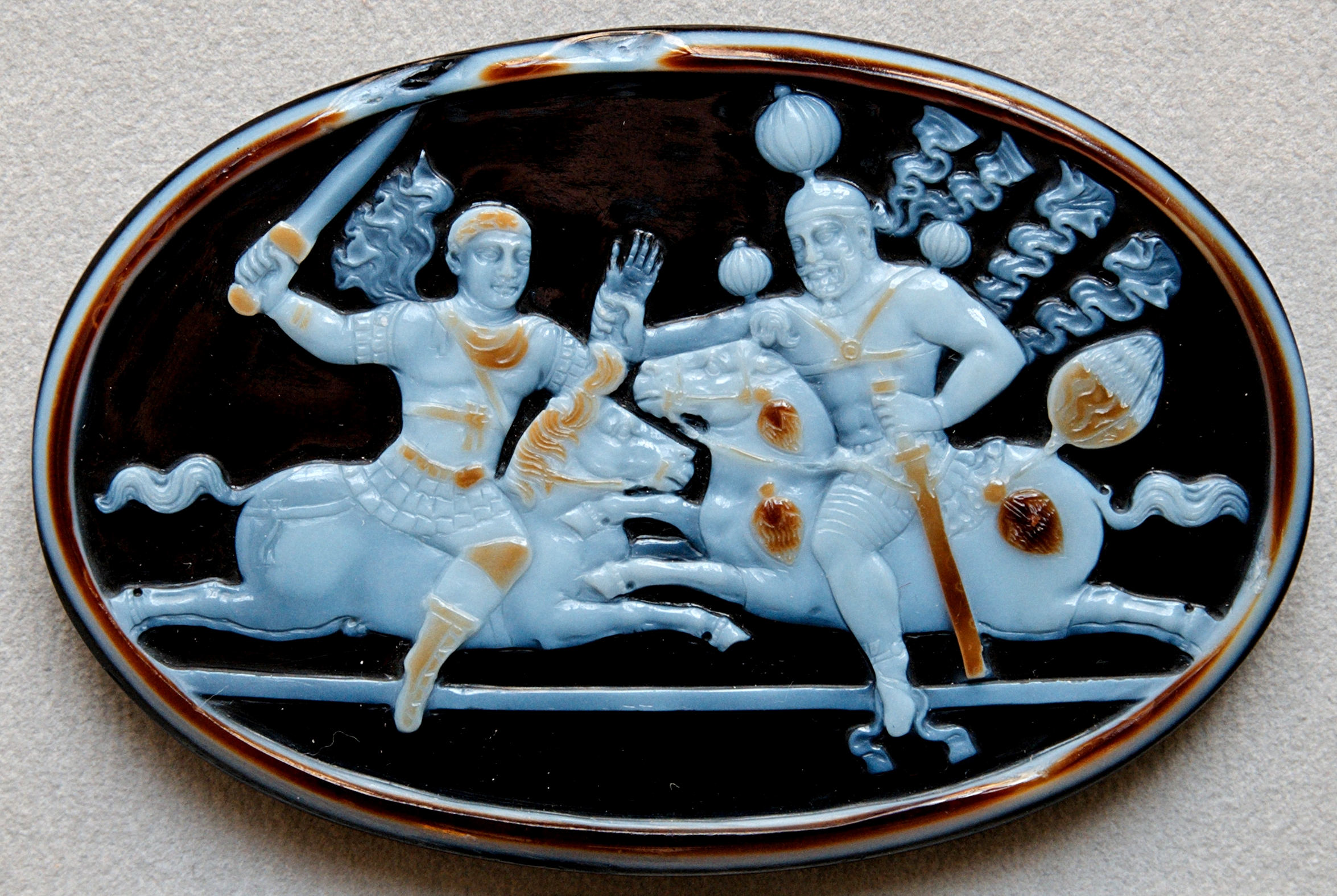
Camafeu em sardônica representando Sapor I humilhando Valeriano

A primeira campanha de Sapor I desenvolveu-se entre 242-244. Segundo a Vida de Gordiano III, incluída na História Augusta, Gordiano III (r. 238–244) marchou pela Síria em direção a Antioquia que havia sido tomada pelos persas e, após uma decisiva vitória nas imediações de Resena (atual Râs-el‑Ain), logrou retomar a cidade bem como Nísibis e Carras. Ainda segundo esta, foi pouco depois que o prefeito pretoriano Filipe, o Árabe tramou uma conjura contra Gordiano que custou sua vida. Esta versão, porém, é contestada com base nas informações contidas nos anais dos sassânidas que afirmam que o imperador teria morrido como consequência de sua derrota na batalha ocorrida nas proximidades de Misiche (c. 40 km da atual Bagdá). Com a morte de Gordiano III, Filipe, o Árabe (r. 244–249) assumiu o trono imperial e apressadamente negociou a paz. Embora acusado de abandonar o território, os termos da paz não foram tão humilhantes como poderiam ter sido. Filipe aparentemente reteve os territórios de Osroena e Mesopotâmia que Timesiteu havia reconquistado, mas concordou que a Armênia ficasse sob a esfera de influência da Pérsia. A Armênia recusou o reconhecimento da autoridade persa, o que causou novos atritos em 245. Ele também teve que pagar uma enorme indenização aos persas de 500 mil denários de ouro; Filipe imediatamente cunhou moedas proclamando que tinha feito paz com os persas (pax fundata cum Persis).
Embora Filipe tenha sido honrado ao retornar para Roma com apelidos triunfais como Pártico Adiabênico (Parthicus Adiabenicus), Pérsico Máximo (Persicus Maximus) e Pártico Máximo (Parthicus Maximus), parece que os romanos sofreram uma dolorosa derrota. Sapor imortalizou o seu triunfo em vários relevos, e em 252 reiniciou as suas operações militares contra Roma. Provavelmente devido à disputa com os romanos pelo controle da Armênia, Sapor invadiu o Império Romano e internou-se na Síria onde conseguiu uma decisiva vitória contra um exército romano de 60 mil homens na batalha de Barbalisso. Sem qualquer resistência, o exército persa conquistou Hierápolis e dividiu-se em dois grupos que conquistaram Beroia (atual Alepo), Cálcis, Apameia, Rafânia, Zeugma e Úrima. Partindo em direção a Gindaro e Larmenaza, os persas atacaram Selêucia Piéria e então conquistaram Antioquia, Cirro, Alexandreta (atual Isquenderum) e Nicópolis. Em seguida, uma nova expedição comandada pelo filho de Sapor, Hormisda, partiu da Armênia em direção à Capadócia onde várias cidades foram tomadas: Lárissa, Hamate (atual Hama), Aretusa (atual Aretusa), Doliche (atual Gaziantepe), Dura Europo,[b] Circésio (atual Boçaira), Batna (atual Suruche), Germanícia (atual Kahramanmaraş) e Chanar.
Tais sucessos persas deveram-se, principalmente, à ineficiência romana em defender suas fronteiras devido a uma crise interna que assolava o império. Treboniano Galo (r. 251–253) e seu filho Volusiano (r. 251–253), em 253, foram ameaçados por uma revolta do general Emiliano (r. 253). Emiliano, na tentativa de usurpar o trono, marchou com suas tropas para a Itália onde uma grande batalha aconteceu e o imperador e seu filho foram derrotados e mortos por deserção de suas tropas que optaram por aclamar o general Valeriano; as tropas de Emiliano também desertaram e o mataram. Valeriano (r. 253–260), ratificado como imperador pelo senado juntamente com seu filho Galiano (r. 253–268), começou a agir. Em 257, marchou para o Oriente onde temporariamente recuperou Antioquia do jugo persa, porém seu sucesso foi temporário devido às invasões dos godos na Ásia Menor que impossibilitaram a progressão da campanha. Em 259/260, partiu para Edessa com seu exército para defendê-la de uma investida de Sapor I, mas foi impedido pela peste que assolava o Império Romano à época. Neste ponto há divergência quanto à informação contida nas fontes. Segundo algumas, em uma tentativa de negociação o imperador foi vítima de uma traição e foi capturado. Segundo outras, sua captura se deveu à derrota na batalha de Edessa, o que está de acordo com as informações do Os Feitos do Divino Sapor:
| “ | Na terceira campanha, quando nós atacamos Carras e Urai [Edessa] e fomos cercar Carras e Urai o césar Valeriano marchou contra nós. Ele tinha com ele uma força de 70 mil [...] E além de Carras e Edessa nós tivemos uma grande batalha contra o césar Valeriano. Nós fizemos prisioneiros com nossas próprias mãos o césar Valeriano e os outros, chefes daquele exército, o prefeito pretoriano, senadores; nós fizemos todos prisioneiros e os deportamos para "Pérsis". | ” |

Seja como for, a derrota romana significou um revés duradouro, já que um terço do efetivo de c. 150 mil homens do império havia perecido. Sem um exército para defender a região, Sapor I pode, segundo o Os Feitos do Divino Sapor, saquear 36 cidades da Cilícia, Capadócia e Síria. De modo a impedir o avanço inimigo, o imperador Galiano enviou os oficiais Balista, Macriano Maior e Odenato que satisfatoriamente expulsaram os persas; nos anos seguintes, Odenato prosseguiu com novas campanhas contra o Império Sassânida, recapturando Antioquia, Armênia e Nísibis, e alcançando até mesmo Ctesifonte. Sapor I, compelido a intervir militarmente na fronteira oriental persa devido ao Império Cuchana, atuou na defensiva com relação aos romanos até o fim de seu reinado.

### A campanha persa de Diocleciano

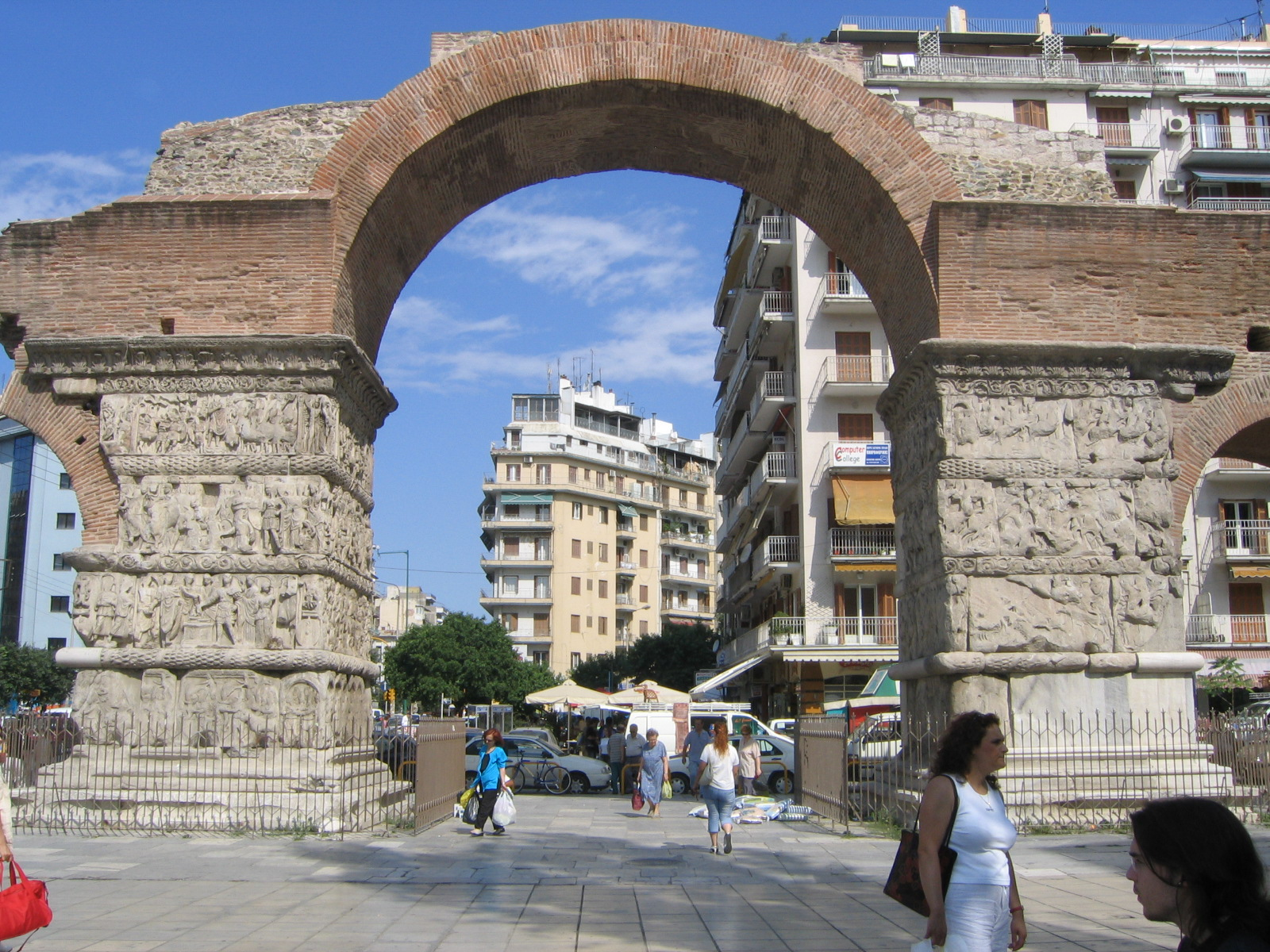
Arco de Galério, em Salonica, erigido por Galério para celebrar a sua vitória sobre os sassânidas

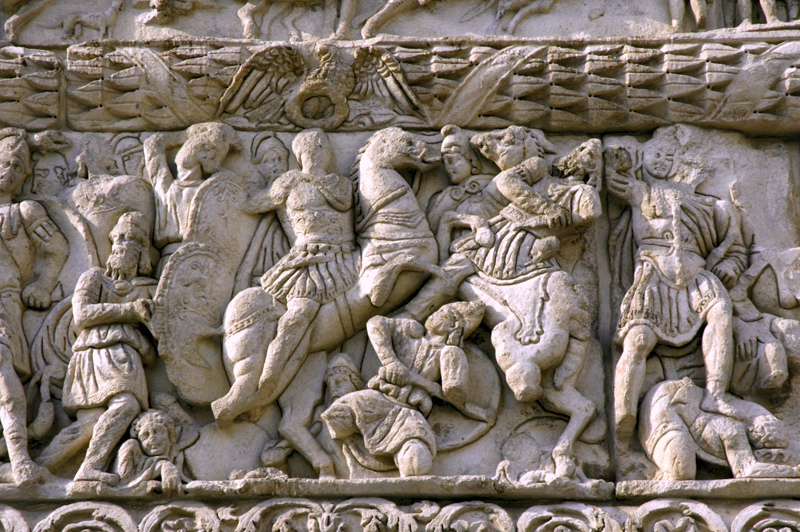
Detalhe do Arco de Galério representando seu ataque contra Narses

Após a morte de Sapor I c. 272, as hostilidades entre estes estados tornou-se branda por alguns anos, não havendo nenhum conflito direto até o reinado de Marco Aurélio Caro (r. 282–283), embora Aureliano (r. 270–275), em 275, tenha planejado uma investida contra os persas. Em 283, após derrotar os quados e sármatas no Danúbio, e aproveitando-se da ausência do xá Vararanes II (r. 276–293) que estava em campanha no Oriente contra seu irmão rebelde Hormisda, Caro invadiu o Império Sassânida pela Armênia, anexou a Mesopotâmia, ocupou Selêucia e Ctesifonte e marchou com suas tropas pelo Tigre. Estas vitórias, no entanto, foram temporárias, pois após a repentina morte do imperador os romanos retrocederam e seus ganhos foram perdidos.
Em 287, os sassânidas renunciaram sua reivindicação sobre a Armênia e reconheceram a autoridade romana nas porções oeste e sul do rio Tigre. A porção ocidental da Armênia tinha sido incorporada ao Império Romano e havia se tornado uma província. Tiridates III, pretendente arsácida ao trono armênio e cliente romano, havia sido deserdado e foi forçado a refugiar-se no território romano após a conquista persa em 252-253. Em 287, retornou para reivindicar a porção oriental de seu antigo domínio e não encontrou nenhuma oposição. Os presentes de Vararanes II foram amplamente reconhecidos como um símbolo de uma vitória no conflito com a Pérsia, e Diocleciano (r. 284–305) foi saudado como o "fundador da paz eterna". Os eventos podem representar um fim formal da campanha de Caro, que provavelmente terminou sem uma paz reconhecida. Na conclusão de discussões com os persas, Diocleciano reorganizou a fronteira mesopotâmica e fortificou a cidade de Circésio (atual Al-Busayrah). Além disso, o imperador engajou-se em fomentar alianças entre os romanos e as tribos árabes do deserto, o que levou a atritos com os sassânidas dado que alguns dos príncipes destas tribos eram clientes deles.
Narses (r. 293–302), tentando identificar-se com os beligerantes Artaxer e Sapor I, iniciou uma nova guerra contra Roma. Em 295 ou 296, invadiu a Armênia ocidental e capturou as terras entregues a Tiridates na paz de 287 e no ano seguinte moveu-se para sul em direção à Mesopotâmia romana onde infringiu uma derrota severa em Galério na região entre Carras (atual Harã) e Calínico (atual Raca). Diocleciano, que estava no Egito debelando uma rebelião, marchou apressadamente para a Síria onde, para castigar Galério, obrigou-o a correr uma milha diante de sua carruagem enquanto trajava o manto púrpura. Reforçado por contingentes provenientes do Danúbio, em 298 Galério realizou um ataque no norte da Mesopotâmia via Armênia;[c] é incerto de Diocleciano participou da campanha, havendo a possibilidade dele ter retornado para o Egito ou Síria.[d] Narses recuou para a Armênia para lutar contra as forças romanas o que criou uma desvantagem para o lado persa: o terreno armênio era favorável à infantaria romana, mas não à cavalaria sassânida. Em duas batalhas, os romanos conseguiram duas grandes vitórias sobre os persas. Durante o segundo encontro, as forças romanas capturaram o acampamento de Narses, seu tesouro, harém e esposa. O exército romano continuou descendo pelo Tigre e tomou a capital persa Ctesifonte antes de retornar para território romano pelo Eufrates.

Mapa do Cáucaso em 300

Narses enviou um embaixador para Galério para pleitear o retorno de suas esposas e filhos no curso da guerra, mas o oficial romano o dispensou. Várias negociações de paz começaram na primavera de 299. O mestre das memórias de Diocleciano e Galério, Sicório Probo, foi enviado à Pérsia para apresentar termos. As condições da resultante Paz de Nísibis foram pesadas: a Armênia retornaria para domínio romano, com o forte de Ziata como fronteira; a Ibéria pagaria fidelidade a Roma sob um nomeado romano; Nísibis, agora sob controle romano, se tornaria o único canal de comércio entre a Pérsia e o Império Romano; Roma exerceria controle sobre as cinco satrapias entre o Tigre e a Armênia: Ingilena, Sofanena, Arzanena, Corduena e Zabdicena (próximo da moderna Hakkâri). Estas regiões incluíam a passagem do Tigre através do Antitauro, o acesso ao planalto Tur Abdim e a passagem Bitlisse, a rota sul mais rápida em Persarmênia.
A faixa de terra contendo as fortalezas de Amida (atual Diarbaquir) e Bezabde ficaram sob firme ocupação militar romana. Com estes territórios, Roma teria uma estação militar ao norte de Ctesifonte, e seria capaz de retardar qualquer avanço futuro das forças persas através da região. Muitas cidades a leste do Tigre mantiveram-se sob controle romano, incluindo Tigranocerta, Sirte (atual Siirt), Martirópolis (atual Silvan), Balalexa (atual Bitlisse), Moxo (atual Bakhchysarai), Dáudia (atual Dohuk) e Arzana - embora seja incerto sob qual estado. Na conclusão da paz, Tiridates recuperou seu trono e a totalidade de seu território ancestral. Roma assegurou uma ampla zona de influência cultural, que levou a uma ampla difusão do cristianismo siríaco com o centro em Nísibis nas décadas seguintes, e a uma posterior cristianização da Armênia.

### A reviravolta de Constantino

Guerras Civis da Tetrarquia. Este mapa não contempla os territórios adquiridos na Paz de Nísibis

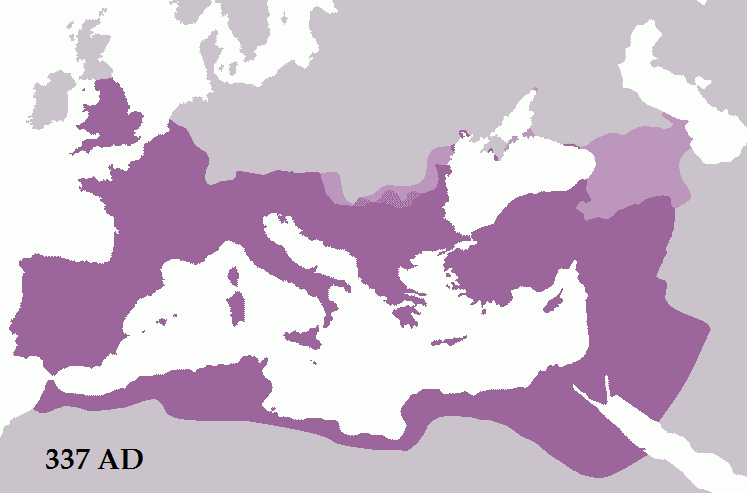
Império Romano em 337, com as conquistas de Constantino na Dácia através do Danúbio inferior (roxo pontilhado) e outras dependências romanas (roxo claro)

Em 305, voluntariamente, Diocleciano abdicou ao trono. A Tetrarquia, criada por ele, ruiu à sua morte. Com a aclamação de Constantino (r. 306–337), em 306, como césar da Gália, uma série de distúrbios eclodiram entre os imperadores, o que levou à guerras civis que terminariam, em 324, com Constantino se tornando imperador único. Seu governo foi caracterizado por numerosas reformas, inclusive sobre a situação dos cristãos, o que gerou a expressão reviravolta de Constantino. Em fevereiro de 313, reuniu-se com Licínio em Mediolano (atual Milão), onde desenvolveu o chamado Édito de Milão que estabelecia que os cristãos seriam livres para seguir sua fé sem opressão. Isto removeu penalidades por professar o cristianismo, religião anteriormente perseguida pelo império, e retornou as propriedades confiscadas da igreja. O édito protegeu da perseguição religiosa não apenas os cristãos mas todas as religiões, permitindo a qualquer um adorar qualquer deidade de sua escolha. Um édito similar tinha sido emitido em 311 por Galério, enquanto imperador sênior da Tetrarquia; o Édito de Galério garantiu aos cristãos direito de praticar sua religião mas não restaurava qualquer propriedade deles.
Tais mudanças de postura do Império Romano em relação aos cristãos foram motivo de preocupação entre os sassânidas. Até então eles estavam certos da lealdade de seus súditos desta religião, pois no território romano os cristãos eram perseguidos, mas agora temiam que colaborassem com o imperador de Roma, que era considerado um benfeitor dos cristãos e fundara a sua autoridade imperial nas ideias do cristianismo. Em uma carta escrita ao xá Sapor II (r. 309–379), Constantino afirmou seu patrocínio aos cristãos da Pérsia e pediu que Sapor os tratasse bem. Além disso, com a conversão em 301 de Tiridates III (r. 298–330) da Armênia e Miriam III (r. 284–361) da Ibéria em 334, estes Estados (em 301 e 337 respectivamente) oficializaram o cristianismo o que deteriorou ainda mais a posição persa no Oriente.
Sapor II, em resposta a tais eventos, iniciou uma série de raides em solo romano o que fez Constantino responder, em 335, enviando seu filho Constâncio para proteger a fronteira oriental. Em 336, o príncipe Narses invadiu a Armênia, instalando um cliente persa no trono, e capturou a fortaleza romana de Amida (atual Diarbaquir). Constâncio prontamente atacou Narses e, após sofrer contratempos menores, o derrotou e matou na batalha de Narasara. Constâncio capturou Amida e iniciou um grande trabalho de refortificação da cidade, melhorando o circuito de muros e construindo grandes torres. Ele também construiu uma nova fortaleza nas proximidades que foi nomeada Antinópolis.
Constantino então resolveu fazer campanha contra a Pérsia. Ele tratou a guerra como uma cruzada cristã, chamando os bispos para acompanhar o exército e a colocação de uma tenda na forma de uma igreja para segui-lo em todos os lugares. Diplomatas persas vieram a Constantinopla durante o inverno de 336-337 buscando paz, mas ele os mandou de volta. Na ocasião da campanha, Hanibaliano, o sobrinho do imperador, foi feito Rex Regum et Ponticarum Gentium ("rei dos reis e do povo pôntico"); a ele foi atribuído a cidade de Cesareia Mázaca (atual Kayseri), a província do Ponto, a Capadócia e parte da Armênia. Em 337, ano que se iniciaria as operações militares, Constantino adoeceu e a empreitada foi cancelada.

### ConstâncioII

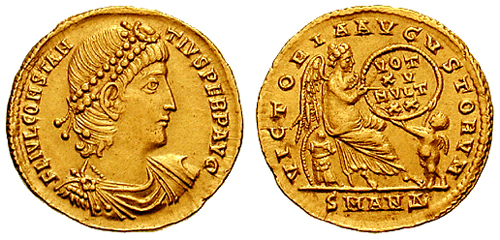
Soldo de r.

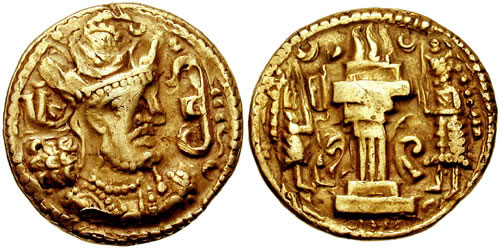
Dinar de ouro de r.

Após a morte de Constantino, supostamente Constâncio, coroado como Constâncio II (r. 337–361), ordenou o massacre de seus parentes descendentes do segundo casamento de seu avô paterno Constâncio Cloro, embora os detalhes sejam incertos. O massacre matou dois dos tios de Constâncio II e seis de seus primos, incluindo Hanibaliano e Dalmácio, governadores das províncias do Ponto e Mésia, respectivamente. Após estas turbulências, Constâncio partiu para Antioquia para prosseguir a guerra contra a Pérsia. Enquanto estava fora da fronteira oriental no começo de 337, Sapor II reuniu um grande exército, incluindo elefantes de guerra, e lançou um ataque em território romano, devastando a Mesopotâmia e colocando Nísibis sob cerco. Apesar do sucesso inicial, Sapor deixou seu cerco após seu exército perder a oportunidade de explorar um muro colapsado; posteriormente a cidade seria sitiada novamente em 346 e 350.
Sapor II, embora tenha sido vitorioso em muitos confrontos com os romanos, falhou em fazer qualquer ganho significativo. Repetidamente Constâncio II eficazmente defendeu a fronteira oriental das invasões persas. Estes conflitos foram principalmente limitados aos cercos sassânidas às grandes fortalezas da Mesopotâmia (Nísibis, Singara, Amida), embora tenham ocorrido grandes batalhas como aquela nas proximidades de Singara em 348, onde ambos os lados tiveram pesadas baixas e um príncipe sassânida pereceu. Aparentemente, Constâncio tentou evitar confrontos em campo aberto. Isto principalmente porque ele não tinha controle de todo o efetivo militar do império, pois este estava dividido entre ele e seus irmãos Constantino II (r. 337–361) e Constante I (r. 337–350), e também devido à grande vantagem que as fortalezas romanas proporcionavam. O sistema de fortificações romanas baseava-se na posse de importantes cidades estratégicas, que abasteciam de víveres as fortificações circundantes. Nísibis era uma peça chave deste sistema, o que explica os repetidos (e infrutíferos) esforços de Sapor II para conquistá-la.
Em 350, após retroceder de Nísibis devido a pesadas baixas, Sapor II e os romanos firmaram uma trégua para que ele pudesse cuidar de incursões de povos nômades no Império Sassânida. No entanto, a paz não seria definitiva. Em 351, necessitando partir para ocidente para enfrentar o usurpador Magnêncio (r. 350–353), Constâncio II deixou seu primo Constâncio Galo como césar do Oriente para que pudesse intervir militarmente contra os sassânidas. No inverno de 357-358, Constâncio recebeu embaixadores de Sapor II que exigiam que Roma restaurasse os territórios abandonados por Narses; Amiano Marcelino nos dá uma crônica do evento:
| “ | Eu, Rei de Reis, Sapor, Companheiro das Estrelas, Irmão do Sol e da Lua, desejo a Constâncio César, o meu irmão, tudo bem. | ” |

| “ | Eu, vencedor por água e por terra, Constâncio, sempre divino Augusto, desejo para meu irmão, o rei Sapor, tudo bem. | ” |

Apesar de rejeitar os termos, Constâncio tentou evitar guerra com o Império Sassânida enviando dois embaixadores (Luciniano e Procópio). Sapor II, no entanto, lançou outra invasão na Mesopotâmia romana. Em 360, quando a notícia de que os persas haviam destruído Singara, e tomado Cifas (atual Hasankeyf), Amida, e Ad Tigre (atual Cizre), Constâncio decidiu viajar para Oriente para enfrentar a ameaça. Primeiro tentou retomar Ad Tigre, e após uma investida insatisfatória, voltou para Antioquia onde reuniu um grande exército para lançar novos ataques. Esta campanha causou pesadas baixas aos persas e permitiu que, por um curto período, Constâncio II pudesse se preocupar com seu primo Juliano, que havia se rebelado na Gália.

### Juliano, o Apóstata

A campanha persa de Juliano

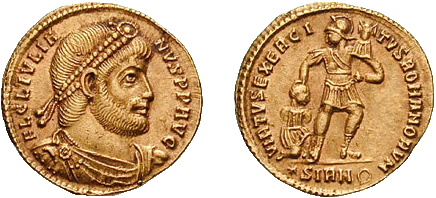
Soldo de Juliano (c. 361). No reverso representam-se as forças militares do Império Romano

Com a morte repentina de Constâncio II em 3 de novembro de 361, Juliano assumiu o trono imperial. Um plano audacioso foi formulado cujo objetivo era sitiar a Ctesifonte e definitivamente proteger a fronteira oriental. No entanto, a motivação total desta ambiciosa operação, é, na melhor das hipóteses, incerta. Não havia necessidade de uma invasão, dado que os sassânidas enviaram emissários na esperança de firmar as questões pacificamente. Juliano rejeitou esta oferta. Amiano Marcelino afirma que ele ansiava por vingança dos persas e que um certo desejo por combate e glória também desempenharam um papel na decisão de ir para guerra; segundo Amiano Marcelino, ele pretendia emular Alexandre, o Grande. No entanto, Juliano enfrentou problemas internos com seu exército. Muitos soldados dirigentes da Gália, como Dagalaifo e Nevita, eram pagãos, enquanto a maioria daqueles do Oriente professava o cristianismo. Além disso, os oficiais orientais, devido a sua experiência de combate com os persas, eram céticos quanto a uma ofensiva desta proporção, sendo esta a possível explicação para o emprego do decimatio de corpos completos do exército durante o posterior desenvolvimento de sua campanha.
Em 5 de março de 363, apesar de uma série de presságios contra a campanha, Juliano partiu de Antioquia (atual Antáquia) com ca. 65-83 mil[e] ou 80-90 mil homens, e se dirigiu em direção ao norte do Eufrates. No caminho, foi encontrado por embaixadores de vários poderes pequenos oferecendo assistência, nenhum dos quais aceitou. Ele ordenou que o rei armênio Ársaces II reunisse um exército e aguardasse instruções. Ele cruzou o Eufrates próximo de Hierápolis (próximo da atual Denizli) e moveu-se para leste de Carras (atual Harã) dando a impressão que a rota escolhida dentro do território persa fosse descendo o Tigre; segundo Amiano, pressentimentos rondavam o imperador enquanto estiveram nas proximidades de Carras, lugar da famosa derrota de Crasso em 53 a.C. Por esta razão, parece que enviou uma força de 30 mil soldados sob Procópio e Sebastiano ainda mais para leste para devastar a Média em conjunto com as forças armênias. Este era o lugar onde antes as campanhas romanas tinham se concentrado e onde as principais forças persas foram logo direcionadas. A estratégia de Juliano estava em outro lugar, contudo. Ele tinha uma frota de mais de mil navios em Samósata (atual Sansate) a fim de fornecer suprimentos para seu exército para uma marcha pelo Eufrates e 50 navios de pontão para facilitar a travessia do rio. Procópio e os armênios marchariam pelo Tigre para encontrar Juliano próximo de Ctesifonte. O objetivo final de Juliano parece ter sido "mudança de regime", substituindo Sapor II por seu irmão Hormisda.

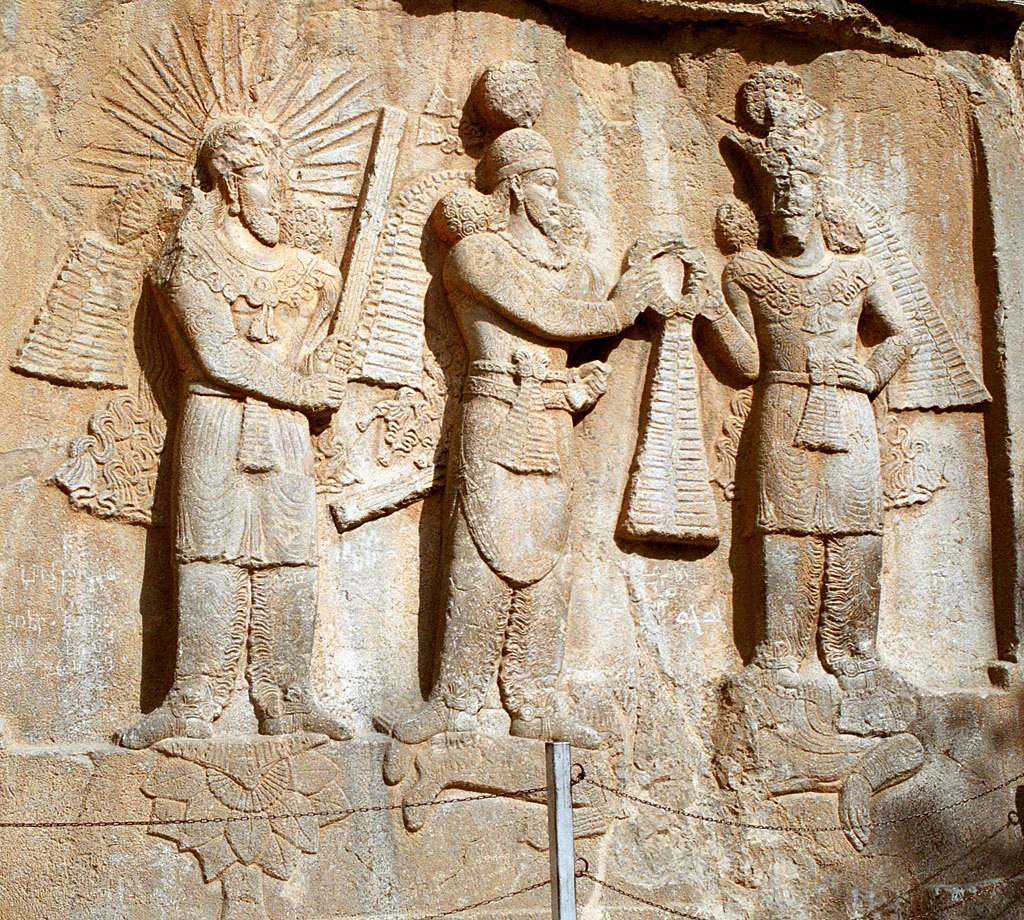
Relevo sassânida representando a investidura de r.. Na cena estão representados Mitra (esquerda), Sapor II ou Aúra-Masda (centro) e Artaxer II (direita), bem como Juliano morto

Após fingir uma marcha mais para leste, o exército de Juliano virou para sul em Circésio (atual Al-Busayrah) chegando no começo de abril na confluência do rio Cabur com o Eufrates. Passando por Dura Europo (atual Salihiye) em 6 de abril, o exército fez bom progresso, ignorando cidades após negociações e sitiando aquelas que escolheram se opor a ele. No fim de abril, os romanos capturaram a fortaleza de Perisapora, que guardava um canal próximo do Eufrates para Ctesifonte no Tigre. Como o exército marchou em direção a capital persa, o inimigo rompeu os diques que cruzavam a terra, transformando-a em um terreno pantanoso, fazendo o progresso do exército ser mais retardado. Em meados de maio, o exército havia chegado às proximidades da capital persa, onde Juliano descarregou alguns navios e transportou suas tropas através do Tigre ao norte. Diante dos portões da cidade os romanos derrotaram os persas (Batalha de Ctesifonte), fazendo-os retroceder para a cidade.
Embora o inegável sucesso tático deixou o exército romano em controle do campo de batalha, a capital persa não foi tomada, o principal exército persa era ainda grande e se aproximava, enquanto aos romanos faltava um objetivo estratégico claro. No concílio de guerra que se seguiu, os generais de Juliano persuadiram-no a não montar um cerco contra a cidade, dada a invulnerabilidade de suas defesas e o fato de Sapor logo chegar com uma grande força. Juliano, não querendo desistir daquilo que tinha ganho e provavelmente ainda esperando pela chegada da coluna sob Procópio e Sebastiano, partiu para leste no interior persa, ordenando a destruição da frota. Isto se mostrou uma decisão precipitada, pois ele estava do lado errado do Tigre sem meios claros de retornar e os persas começando a atormentá-los à distância, queimando qualquer comida no caminho dos romanos. Um segundo concílio de guerra em 16 de junho de 363 decidiu que o melhor curso de ação era retornar para a segurança das fronteiras romanas, não através da Mesopotâmia, mas mais a norte em Corduena.
Amiano descreve com insistência as fadigas da retirada, dificultada pelas altas temperaturas, os mosquitos e a escassez de víveres. O moral das tropas chegara ao seu ponto mais baixo. Durante a retirada, as forças de Juliano sofreram vários ataques das forças sassânidas. Em um dos encontros, em 26 de julho de 363, na indecisiva Batalha de Samarra, Juliano foi ferido quando o exército sassânida atacou sua coluna. Na pressa de perseguir o inimigo em retirada, ele escolheu acelerar em vez da cautela, pegando sua espada e deixando sua cota de malha. Recebeu uma ferida de uma lança que supostamente perfurou o lobo inferior de seu fígado, o peritônio e intestinos. Juliano foi tratado por seu médico pessoal, Oribásio de Pérgamo, que parece ter feito várias tentativas de tratar a ferida. Isto provavelmente incluiu a irrigação do ferimento com vinho escuro, e um procedimento conhecido como gastrorrafia, a sutura do intestino. Três dias depois a principal hemorragia ocorreu e o imperador morreu durante a noite.

### TeodósioI

Fronteira romano-persa a partir do tratado de 384

Após a morte do imperador, Joviano (r. 363–364) seria aclamado augusto e se apossaria do trono. Com o suprimento do exército se tornando cada vez mais difícil e a intensificação dos ataques persas, o novo imperador foi obrigado a enviar os oficiais Arinteu e Salúcio para entrar em termos com Sapor II. Estes termos implicavam na cessão dos territórios além do rio Tigre, ou seja, as fortalezas de Singara e Nísibis, e o compromisso de neutralidade do rei armênio Ársaces II em caso de novos conflitos entre romanos e sassânidas. Durante o reinado de Valente (r. 364–378), o sucessor de Joviano, novos conflitos ocorreram na Armênia, nos quais Sapor II tentou fazer prevalecer a supermacia persa. Intencionando apossar-se da região, os sassânidas persuadiram os senhores armênios a desertarem em nome deles e rapidamente o rei armênio Ársaces foi capturado e encarcerado. Em 367, Sapor II enviou um exército para conquistar o Reino da Ibéria e outro para sitiar o filho e sucessor de Ársaces, Papa (r. 370–374), na fortaleza de Artogerassa. Obrigado a fugir, Papa partiu na primavera seguinte para território romano. Escoltado pelo oficial Arinteu, Papa retornou para a Armênia, mas, após outra invasão persa, fugiu novamente. Em 370, com um força maior que a anterior, os romanos o recolocam no trono. Na primavera de 371, forças romanas sob o comando do general Terêncio marcharam rumo à Ibéria para reconquistá-la e para a Armênia para guarnecê-la caso houvesse novos ataques. Quando Sapor II lançou um novo ataque, suas tropas foram derrotadas pelo mestre da infantaria Trajano e por Vadomário, o rei dos alamanos, o que fez os persas retrocederem. Nos anos seguintes não houve novos conflitos entre romanos e sassânidas, já que os persas foram forçados a combater o Império Cuchana que realizou campanhas na Pérsia.
Durante o reinado de Teodósio I (r. 378–395), os romanos adotaram boas relações com os persas. Embora a Armênia ainda fosse motivo de discordância entre estes estados, em 387 Teodósio enviou o mestre dos soldados do Oriente Estilicão como embaixador na corte sassânida com o intuito de firmar uma trégua definitiva com Sapor III (r. 383–388) e, por extensão, oficializar a divisão do Reino da Armênia em duas partes, cada qual governada por um rei cliente. Este acordo foi decisivo, pois além de resolver a questão das fronteiras, permitiu que a paz fosse mantida por mais algumas décadas, até o reinado de Teodósio II  (r. 408–450).

## Guerras bizantino-sassânidas

### Período de paz e primeiros conflitos

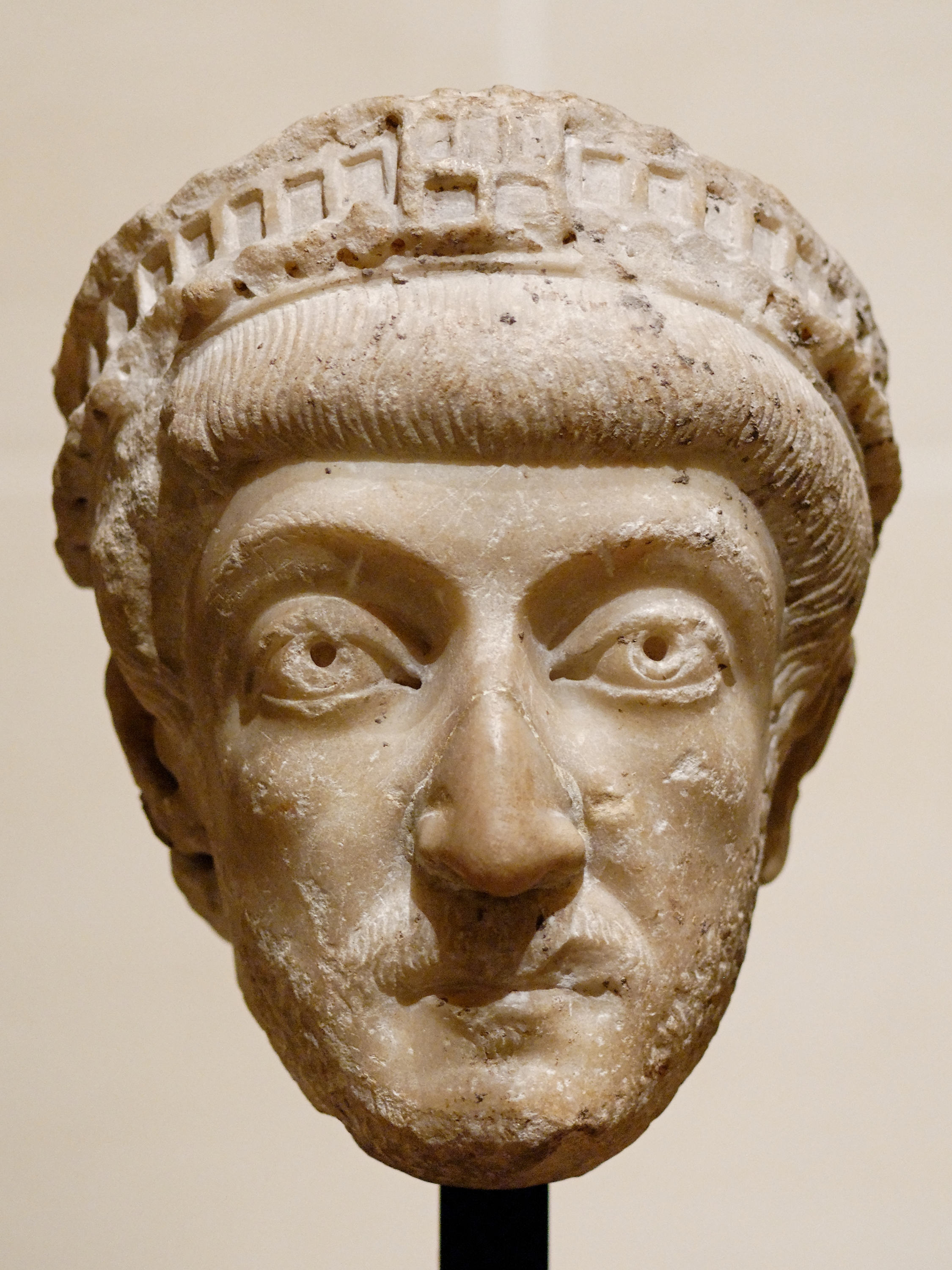
Busto de mármore de r., século IV. Museu do Louvre

Com a morte de Teodósio I em 395, o Império Romano foi oficialmente dividido em duas partes por seus filhos, a Ocidental sob Honório (r. 395–423) e a Oriental sob Arcádio (r. 395–408). A parte Oriental, a mais duradoura, manteve-se com ativas pretensões no Oriente, enquanto a Ocidental foi paulatinamente tomada pelos povos bárbaros até desaparecer em 476. Os últimos anos do século IV foram de grande turbulência em território romano. Muitas invasões bárbaras, as revoltas de Magno Máximo (r. 383–388), Gildão, Arbogasto e Eugênio (r. 392–394) e os massacres em Salonica debilitaram o Estado. O novo xá Isdigerdes I (r. 399–420), no momento de sua ascensão, não intencionou assumir qualquer postura agressiva quando ao Império do Oriente. A extrema tranquilidade de Isdigerdes e sua relutância em invadir o Império Bizantino lhe renderam o epíteto de "Ramachetras" ("O mais quieto" ou "o mais firme"), tendo ele justificado sua posição na completa abstinência de quaisquer expedições militares.
Naquele momento, as relações bilaterais pareciam tão boas que o historiador romano Procópio de Cesareia relatou, já no século VI, uma anedota segundo a qual Arcádio teria supostamente confiado, em seu leito de morte, a proteção de seu filho, o futuro Teodósio II, ao xá; este relato é atualmente contestado pela historiografia moderna. Segundo ele o monarca persa enviou a Constantinopla um eunuco chamado Antíoco para cuidar do jovem imperador. Ele foi, por muitos anos, o companheiro íntimo do príncipe, tendo sido possivelmente assassinado ou expulso do reino por Élia Pulquéria, a irmã mais velha de Teodósio. Porém, mesmo após o fim de Antíoco, Isdigerdes manteve sua ajuda ao jovem augusto. Além disso, as fontes afirmam que estes Estados mantiveram-se em paz devido à tolerância religiosa dos sassânidas.
Contudo, no final do reinado de Isdigerdes, devido a questões religiosas, os impérios voltaram a conflitar entre si. Os cristãos autóctones iniciaram uma ampla missão evangelizadora, o qual incomodava os sacerdotes zoroastristas. Adicionalmente, um templo do fogo zoroástrico foi destruído e o bispo responsável recusou reconstruí-lo, pelo qual o habitualmente tolerante Isdigerdes I viu-se obrigado a intervir. Primeiro ordenou que todos os templos cristãos em seu reino fossem destruídos e em seguida desenvolveu uma perseguição geral. Com a morte de Isdigerdes, seu filho e sucessor Vararanes V (r. 420–438) aumentou a perseguição contra os cristãos e fez os preparativos para começar uma guerra contra os bizantinos. Invadindo as fronteiras bizantinas orientais, os exércitos persas foram derrotados em todas as fontes o que obrigou Vararanes V a assinar a Paz de 100 Anos com Teodósio II na qual a liberdade de culto e as fronteiras foram reconhecidas e ambos os impérios concordaram em se desmilitarizarem largamente. Adicionalmente, os romanos tiveram de pagar subsídios aos persas em troca de manter a segurança no Cáucaso contra os hunos, que ambos consideravam inimigos. Em 440/441, o herdeiro de Vararanes V, Isdigerdes II (r. 438–457) rompeu o tratado, possivelmente por causa da demora no pagamento anual prometido, e invadiu o território romano, onde enfrentou o mestre dos soldados Anatólio. Neste contexto, não aconteceram operações militares de envergadura, pois os romanos se mostraram dispostos a pagar altas somas de dinheiro para voltar ao status quo prévio e Isdigerdes II tinha a ameaça Império Heftalita na sua fronteira oriental. O tratado de 442 estabeleceu que nenhum dos dois lados edificaria nenhuma fortificação na fronteira comum.

### As guerras de CavadesI

Mapa do Império Bizantino e dos territórios romanos remanescentes em 477. No ano anterior o Império Romano do Ocidente, já fragmentado, findou com a conquista da península itálica pelo oficial romano de origem bárbara Odoacro.

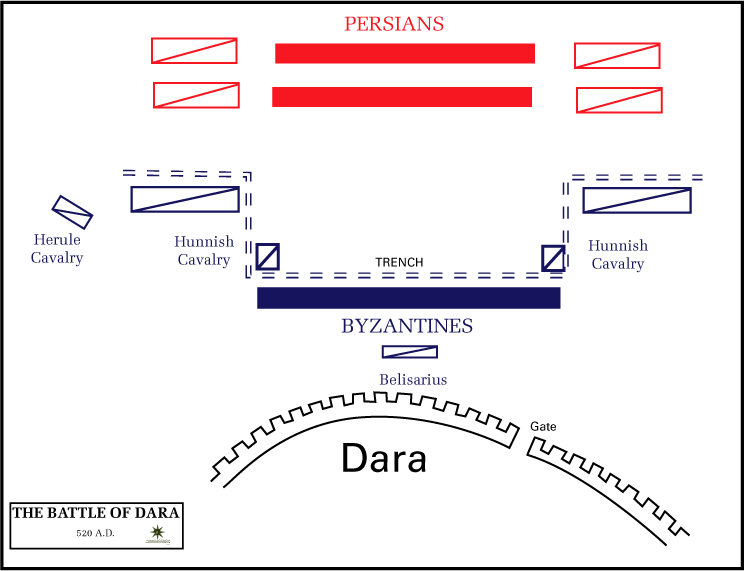
Batalha de Dara

A longa época de harmonia do século V chegou ao seu fim em 502, quando o xá Cavades I (r. 488-496; 498-531) atacou o território bizantino. Acredita-se que a causa principal da ação bélica de Cavades tenha sido a retesa situação interior que vivia o Império Sassânida. Cavades tivera de impor-se frente a poderosos adversários, e apenas conseguira manter-se no trono graças à ajuda do Império Heftalita, pois a seita revolucionária dos mazdaquitas estava causando transtornos. Segundo a crônica de Josué, o Estilita, que detalha a guerra, Cavades exigira dinheiro ao imperador do Oriente Anastácio I Dicoro (r. 491–518), mas o imperador não acedera. Em 502, ele rapidamente capturou a despreparada cidade de Teodosiópolis (atual Erzurum), e sitiou Amida (atual Diarbaquir). O sítio da cidade-fortaleza provou ser mais difícil que Cavades esperava; os defensores repeliram os assaltos persas por três meses antes de serem derrotados. Em 503, os bizantinos tentaram um cerco mal-sucedido à Amida persa enquanto Cavades invadiu Osroena e liderou o sítio a Edessa (atual Şanlıurfa), que terminou do mesmo modo. Em 504, através de um circunvalação renovada em Amida, os bizantinos conseguiram danificar os muros da cidade, porém não foram capazes de retomá-la; ela seria resgatada em 505 através de um pagamento de ca. 493 quilos de ouro aos persas. Naquele ano, um armistício foi alcançado como um resultado de uma invasão da Armênia pelos hunos do Cáucaso; embora os dois poderes tenham negociado, não foi antes de novembro de 506 que um tratado foi acordado. Em 505, Anastácio ordenou a edificação de uma grande cidade fortificada em Dara. Ao mesmo tempo, as fortificações em ruínas foram também aprimoradas em Edessa, Batna (atual Suruç) e Amida. Embora nenhum novo conflito de larga escala tenha ocorrido durante o reinado de Anastácio, tensões continuaram, especialmente enquanto o trabalho começou em Dara. Isto se deu porque a construção de novas fortificações na zona de fronteira por qualquer império tinha sido proibida pelo tratado de 442. Anastácio prosseguiu o projeto apesar das objeções persas, e os muros foram completados em 507-508.
Em 524-525, Cavades propôs que Justino I (r. 518–527) adotasse seu filho, Cosroes,[f] mas as negociações logo se deterioraram. Tensões entre os dois poderes irromperam em conflito quando a Ibéria sob Gurgenes I (r. 588–590) desertou para os bizantinos em 524-525. A ostensiva de combate bizantino-persa irrompeu na região da Transcaucásia e Mesopotâmia Superior por 526-527. Os primeiros anos foram favoráveis aos persas: por 527, a revolta Ibéria tinha sido esmagada, a ofensiva romana contra Nísibis e Tebeta naquele ano foi mal sucedida, e forças que tentaram fortificar Tanuri e Melabasa foram impedidas de fazê-lo por ataques persas. Na tentativa de remediar as deficiências reveladas pelos sucessos persas, o novo imperador, Justiniano I (r. 527–565), reorganizou os exércitos orientais. Em 530 uma grande ofensiva persa na Mesopotâmia foi derrotada pelas forças bizantinas sob Belisário em Dara, enquanto uma segundo impulso persa no Cáucaso foi derrotado por Sitas em Satala. Belisário foi derrotado pelas forças sassânida-lacmida na Batalha de Calínico em 531. No mesmo ano os bizantinos ganharam alguns fortes na Armênia, enquanto os persas capturaram dois fortes na Lázica oriental. Imediatamente após o fracasso em Calínico (atual Raca), os persas e bizantinos negociaram sem sucesso. Os dois lados reabriram negociações na primavera de 532 e finalmente assinaram a "Paz Eterna" em setembro de 532, que durou menos de oito anos. Ambos os poderes concordaram em retornar todos os territórios ocupados, e os bizantinos concordaram em fazer um pagamento único de 110 centenária (c. cinco mil quilos de ouro). a Ibéria permaneceu nas mãos dos persas, e os ibérios que haviam deixado seu país tiveram a opção de permanecer em território bizantino ou retornar para sua terra natal.

### As guerras de CosroesI

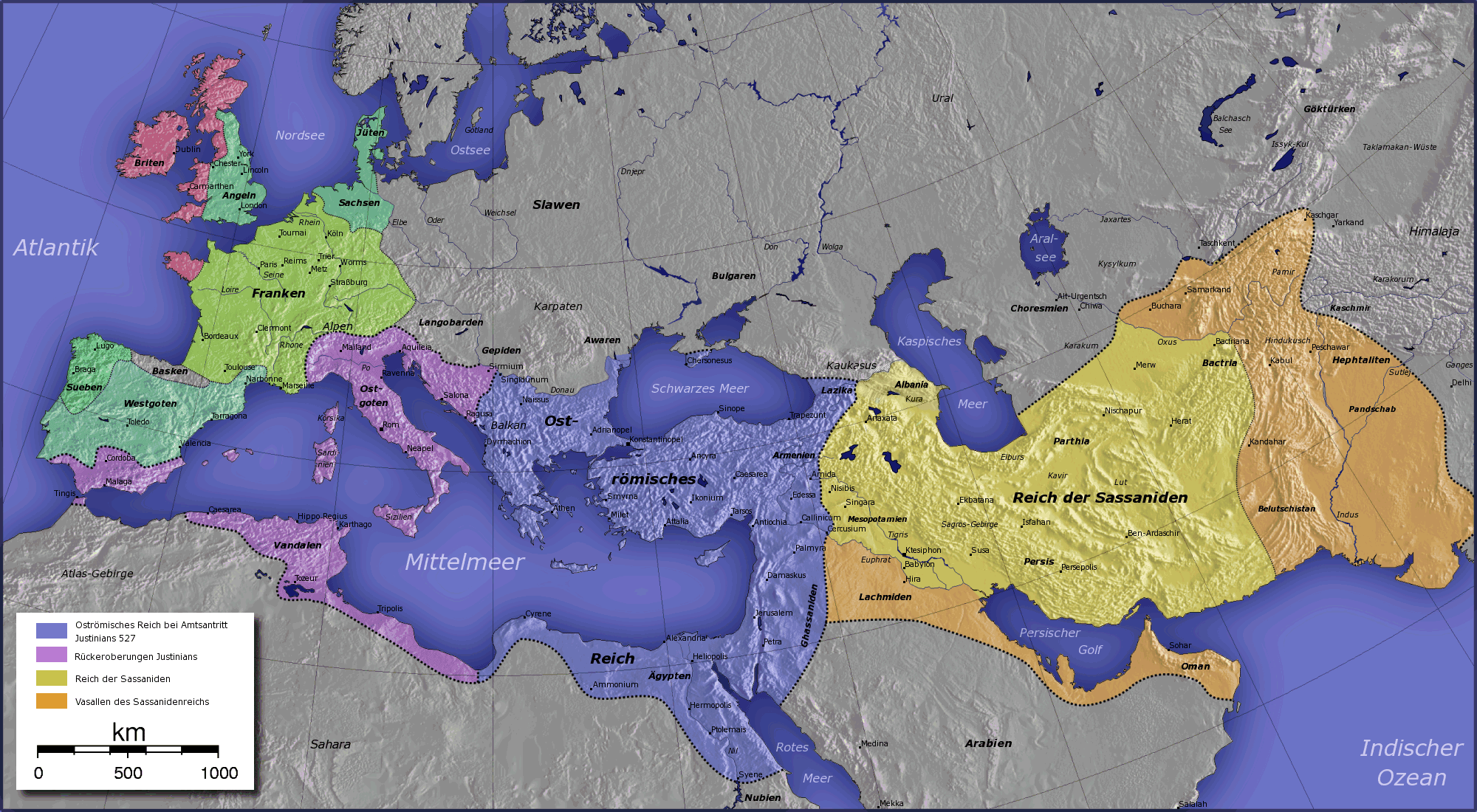
As conquistas territoriais de Justiniano

A fronteira bizantino-persa à morte de Justiniano, em 565

O Império Bizantino e Sassânida em 600

Os persas quebraram a Paz Eterna em 540, provavelmente em resposta à reconquista bizantina de muito do antigo Império Romano do Ocidente, que tinha sido facilitada pela cessação de guerra no Oriente. Cosroes I (r. 531–579) invadiu e devastou a Síria, extorquindo grandes somas de dinheiro das cidades sírias e mesopotâmicas, e sistematicamente saqueando outras cidades incluindo Antioquia (atual Antáquia), cuja população foi deportada para território persa.[g] O general bizantino Belisário foi chamado das campanhas no Ocidente para lidar com a ameaça persa, empreendendo uma inconclusiva campanha contra Nísibis em 541. Cosroes I lançou outra ofensiva na Mesopotâmia em 542 quando tentou capturar Sergiópolis (atual Refasa). Ele logo se retirou frente a um exército comandado por Belisário, saqueando a cidade de Calínico (atual Raca) no caminho. Ataques em algumas cidades bizantinas foram repelidos, e as forças persas foram derrotadas em Dara. Em 543, os bizantinos comandados por Adólio e Pedro lançaram uma ofensiva contra Dúbio, mas foram derrotados por uma pequena força persa em Anglo. Cosroes I sitiou Edessa (atual Şanlıurfa) em 544 sem sucesso e foi posteriormente subornado pelos defensores. Na vigília da retirada persa, os enviados bizantinos foram para Ctesifonte para negociações. Uma trégua de cinco anos foi acordada em 545, fixada por pagamentos bizantinos aos persas.
No começo de 548, o rei Gubazes II, considerando a proteção persa opressiva, pediu para Justiniano restaurar o protetorado bizantino. O império aproveitou a oportunidade e, em 548-549, combinou as forças bizantinas e lázicas e teve uma série de vitórias contra os exércitos persas, embora eles tenha falhado em tomar a guarnição chave de Petra. A cidade foi finalmente subjugada em 551, mas no mesmo ano uma ofensiva persa liderada por Mermeroes ocupou a porção oriental de Lázica. A trégua que tinha sido estabelecida em 545 foi renovada fora de Lázica por mais cinco anos em condição dos bizantinos pagarem c. 907,2 quilos de ouro por ano. Em Lázica, a guerra arrastou-se inconclusiva por vários anos, com nenhum dos lados tendo grandes ganhos. Cosroes I, que agora tinha de lidar com os hunos brancos, renovou a trégua em 557, desta vez sem excluir Lázica; negociações continuaram para um tratado de paz definitivo. Finalmente, em 561, os enviados de Justiniano e Cosroes I estabeleceram uma paz de 50 anos. Os persas concordaram em evacuar Lázica e receber um subsídio anual de 30 mil nomismas (soldos). Ambos os lados concordaram em não construir novas fortificações próximo da fronteira e em aliviar restrições de diplomacia e comércio.
A guerra irrompeu novamente quando a Armênia e a Ibéria revoltaram-se contra o governo sassânida em 571, seguindo confrontos envolvendo bizantinos e persas nas proximidades do Iêmen e no deserto Sírio, e após as negociações bizantinas por uma aliança com os turcos contra a Pérsia;[h] Justino II (r. 565–578) trouxe a Armênia sob sua proteção, enquanto as tropas bizantinas sob Marciano, primo de Justino II, atacou Arzanena e invadiu a Mesopotâmia persa, onde eles derrotaram as forças locais. A demissão repentina de Marciano e a chagada de tropas sob Cosroes I resultou na devastação da Síria, no fracasso do cerco bizantino de Nísibis e a queda de Dara. Ao custo de 45 mil soldos, uma trégua de um ano na Mesopotâmia (posteriormente estendida por cinco anos) foi arranjada, mas no Cáucaso e nas fronteiras do deserto a guerra continuou. Em 575, Cosroes I tentou combinar agressão na Armênia com discussão de paz permanente. Ele invadiu a Anatólia e saqueou Sebasteia (atual Sivas), mas após um confronto perto de Melitene o exército persa sofreu pesadas baixas enquanto fugia através do Eufrates sob ataque bizantino.
Os bizantinos exploraram a desordem persa com o general Justiniano invadindo fundo o território persa e incursionando em Atropatene. Cosroes buscou a paz mas abandonou esta iniciativa após Tamcosroes ter uma vitória na Armênia, onde as ações romanas tinham alienado os habitantes locais. Na primavera de 578, a guerra na Mesopotâmia foi retomada com raides persas em território bizantino. O general romano Maurício retalhou atacando a Mesopotâmia persa, capturando a fortaleza de Afumo e saqueando Singara. Cosroes novamente abriu negociações de paz mas morreu no começo de 579 e seu seu sucessor, Hormisda IV (r. 579–590) preferiu continuar a guerra. Durante os anos 580, a guerra continuou inconclusivamente com vitórias em ambos os lados. Em 582, Maurício venceu uma batalha em Constância sobre Adarmanes e Tamcosroes, que foi morto, mas o general bizantino não deu seguimento à sua vitória; ele tinha que se apressar para Constantinopla para prosseguir suas ambições imperiais. Outra vitória bizantina em Solacão em 586 da mesma forma quebrou o impasse. Os persas capturaram Martirópolis (atual Silvan) através de traição em 589, mas naquele ano o impasse foi quebrado quando o general persa Vararanes, tendo sido demitido e humilhado por Hormisda IV, levantou uma rebelião. Hormisda foi derrubado por um golpe palaciano em 590 e e substituído por seu filho Cosroes II (r. 590–628), mas Vararanes pressionou-o com sua revolta o que logo forçou Cosroes a fugir para a segurança do território bizantino, enquanto Vararanes tomou o trono como Vararanes VI. Com suporte de Maurício, Cosroes levantou uma rebelião contra Vararanes e, em 591, as forças combinadas de seus apoiantes e os bizantinos restauraram-o no poder. Em troca da ajuda, Cosroes não só retornou Dara e Martirópolis mas também concordou em ceder a metade ocidental da Ibéria e mais da metade da Armênia para os bizantinos.

### Guerra de CosroesII

Máxima expansão territorial do Império Sassânida, durante o reinado de

Em 602, o exército bizantino que realizara campanha nos Bálcãs amotinou sob o comando de Focas (r. 602–610) que usurpou o trono após assassinar Maurício e sua família. Cosroes II usou o assassinato de seu benfeitor como um pretexto para guerra. Nos anos iniciais da guerra, os persas tiveram um sucesso enorme e sem precedentes. Eles foram ajudados pelo uso de um pretendente que clamava ser o filho de Maurício, e pela revolta contra Focas liderada pelo general bizantino Narses. Em 603, Cosroes derrotou e matou o general Germano na Mesopotâmia e liderou cerco em Dara. Apesar da chegada de reforços romanos da Europa, ele teve outra vitória em 604, enquanto Dara caiu após um cerco de nove meses. Ao logo dos anos seguintes, os persas gradualmente superaram as cidades-fortaleza da Mesopotâmia por sítio, uma após a outra. Ao mesmo tempo, eles tiveram uma série de vitórias na Armênia e sistematicamente subjugaram as guarnições bizantinas no Cáucaso.
Heráclio (r. 610–641) depôs Focas em 610, após velejar de Cartago para Constantinopla . Aproximadamente ao mesmo tempo, os persas completaram sua conquista da Mesopotâmia e do Cáucaso, e em 610 eles invadiram a Síria e adentraram na Anatólia, ocupando Cesareia Mázaca (atual Kayseri). Tendo expulsado os persas da Anatólia em 612, Heráclio lançou um grande contra-ataque na Síria em 613. Ele foi decisivamente derrotado fora de Antioquia por Sarbaro e Saíno, e a posição bizantina colapsou.[i] Na década seguinte, os persas conseguiram conquistar a Palestina e Egito e devastar a Anatólia.[j] Enquanto isso, os ávaros e eslavos tomavam vantagem da situação para invadir os Bálcãs, trazendo o Império Bizantino à beira da destruição.

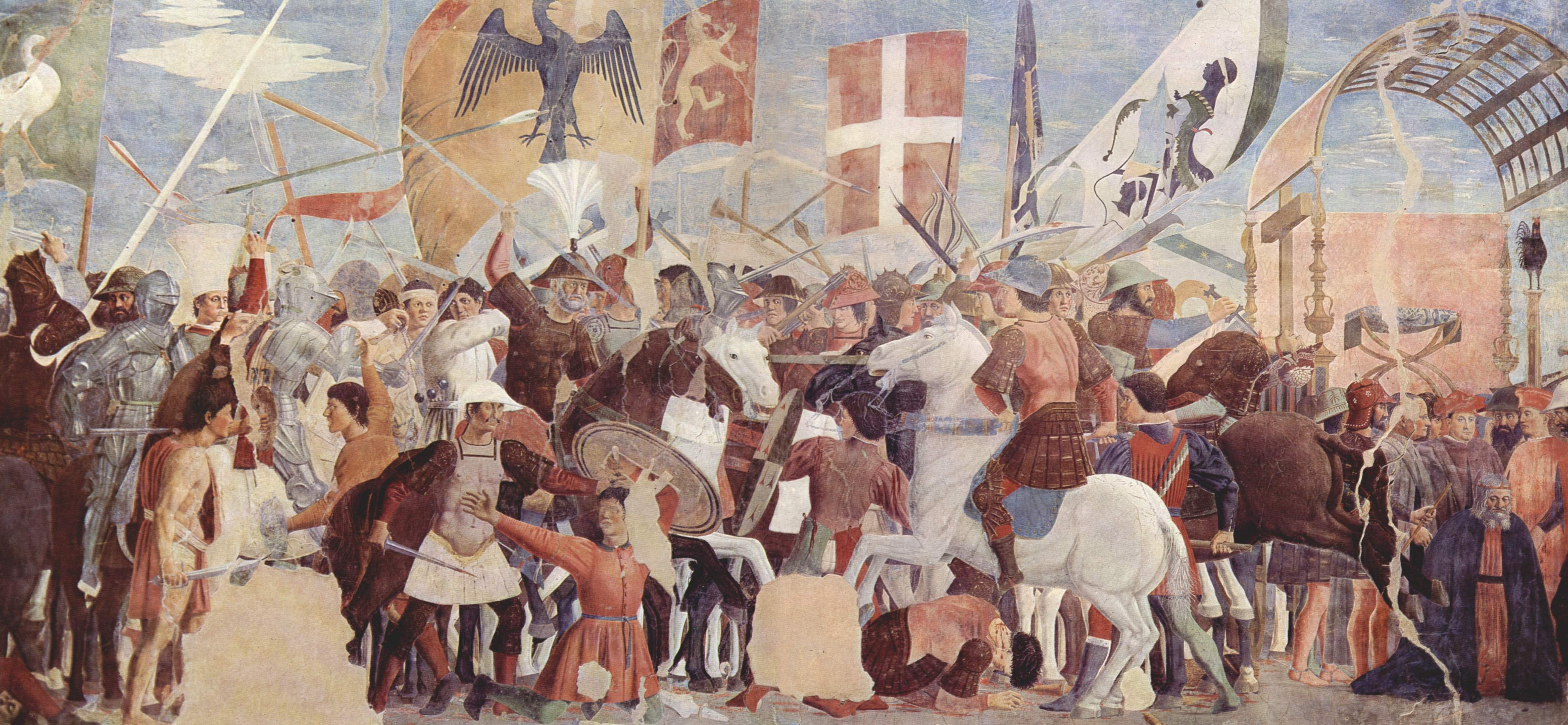
A batalha de Nínive num afresco da Basílica de São Francisco de Assis em Arezzo, da autoria de Piero della Francesca

Durante estes anos, Heráclio se esforçou para reconstruir seu exército, cortando gastos não-militares, desvalorizando a moeda e fundindo artigos metálicos da Igreja, com o apoio do patriarca Sérgio I para levantar os fundos necessários para continuar a guerra. Em 622, Heráclio deixou Constantinopla,[k] confiando a cidade a Sérgio e o general Bono como regentes de seu filho Heráclio Constantino e iniciou uma nova campanha. Ele reuniu suas forças na Ásia Menor e, após conduzir exercícios para reviver seu moral, ele lançou uma nova contra-ofensiva, que tomou as características de uma guerra santa. No Cáucaso ele infligiu uma derrota em um exército liderado por um chefe árabe aliado dos persas e então conseguiu uma vitória sobre Sarbaro. Seguindo um período de calmaria em 623, enquanto ele negociava um trégua com os ávaros, Heráclio recomeçou suas campanhas no Oriente em 624 e destroçou um exército liderado por Cosroes II em Gazaca em Atropatene. Em 625, ele derrotou os generais Sarbaro, Saíno e Sarablangas na Armênia, e em um ataque surpresa no inverno invadiu o quartel general de Sarbaro e atacou suas tropas nos alojamentos de inverno deles. Apoiados por um exército persa comandando por Sarbaro, os ávaros e eslavos sem sucesso sitiaram Constantinopla em 626, enquanto um segundo exército sob Saíno sofreu outra derrota esmagadora nas mãos do irmão de Heráclio, Teodoro.
Enquanto isso, Heráclio formou uma aliança com os turcos, que tomaram vantagem da força cada vez menor dos Persas para devastar seus territórios no Cáucaso. No final de 627, Heráclio lançou uma ofensiva de inverno na Mesopotâmia, onde, apesar da deserção do contingente turco que o tinha acompanhado, ele derrotou os Persas na batalha de Nínive. Continuando ao sul pelo Tigre, ele saqueou o grande palácio de Cosroes II em Dastaguirde e apenas não atacou Ctesifonte devido à destruição das pontes ao norte do Canal de Naravã. Desacreditado por esta série de desastres, Cosroes II foi deposto e morto em um golpe liderado por seu filho Cavades II (r. 590–628), que ao mesmo tempo pediu a paz, concordando em se retirar de todos os territórios ocupados.[l] Heráclio restaurou a Vera Cruz em Jerusalém com uma cerimônia majestosa em 629.

## Rescaldo

Império Bizantino em 626

Império Bizantino em 650

O impacto devastador desta última guerra, adicionado aos efeitos cumulativos de um século de conflitos quase contínuos, deixou ambos os impérios aleijados. Quando Cavades II morreu, poucos meses após subir ao trono, a Pérsia mergulhou em vários anos de turbulência dinástica e guerra civil. Os sassânidas estavam ainda mais enfraquecidos pelo declínio econômico, tributação pesada das campanhas de Cosroes II, agitação religiosa e o aumento do poder dos proprietários de terra provinciais. O Império Bizantino estava também severamente afetado, com as reservas financeiras exaustas pela guerra e os Bálcãs agora em grande parte nas mãos dos eslavos. Adicionalmente, Anatólia foi devastada pelas repetidas incursões persas; as posses imperiais recentemente reconquistadas no Cáucaso, Síria, Mesopotâmia, Palestina e Egito estavam afrouxadas por muitos anos de ocupação persa.[m]
Nem ao Império Bizantino foi dado qualquer chance de se recuperar, pois, poucos anos depois, eles foram atingidos pelos ataques dos árabes (recém-unidos pelo islamismo), que, de acordo com Howard-Johnston, "pode apenas ser comparado com um tsunami humano". De acordo com George Liska, o "conflito bizantino-persa desnecessariamente prolongado abriu o caminho para o Islã". O Império Sassânida rapidamente sucumbiu a estes ataques e foi completamente destruído. Durante as guerras bizantino-árabes, o exausto Império Bizantino perdeu seus recém-reconquistados territórios na Síria, Armênia, Egito e Magrebe, reduzindo-o a Anatólia e uma dispersão de ilhas e porções da Itália e Bálcãs. Estas terras remanescentes foram completamente empobrecidas pelos ataques frequentes, marcando a transição da civilização urbana clássica para uma forma social medieval mais ruralizada. Contudo, ao contrário da Pérsia, o Estado bizantino sobreviveu ao assalto árabe, mantendo seus territórios residuais e decisivamente repelindo dois cercos árabes à sua capital em 674-678 e 717-718. O Império Bizantino também perdeu territórios em Creta e no sul da península Itálica para os árabes nos conflitos posteriores, embora estes também acabaram sendo recuperados.

## Estratégias e táticas militares

Fronteira romano-persa na Antiguidade Tardia

Movimentos militares nos séculos VI e VII

Quando os impérios romano e parta colidiram pela primeira vez no século I a.C., parecia que a Pártia tinha o potencial de empurrar a fronteira para o Egeu e o Mediterrâneo. Contudo, sob Pácoro I e Labieno, os romanos repeliram a grande invasão da Síria e foram gradualmente capazes de tomar vantagem das fraquezas do sistema militar parta, que, de acordo com George Rawlinson, foi adaptado para a defesa nacional mas mal adaptado para a conquista. Os romano, por outro lado, estava continuamente modificando e evoluindo sua "grande estratégia" a partir do tempo de Trajano (r. 98–117), e eram pelo tempo de Pácoro capazes de tomar a ofensiva contra os partas. Como os sassânidas, no final dos séculos III e IV, os partas geralmente evitavam qualquer defesa sustentada da Mesopotâmia contra os romanos. Contudo, o planalto iraniano nunca caiu, com as expedições romanos tendo esgotado seu ímpeto ofensivo pelo momento que eles chegaram à Mesopotâmia inferior, e estenderam a linha de comunicações através do território não suficientemente pacificado e exposto a revoltas e contra-ataques.
Do século IV em diante, os persas sassânidas cresceram em força e adotaram o papel do agressor. Eles consideraram muito da terra adicionada ao Império Romano na Pártia e começo dos tempos sassânidas para pertencer legitimamente à esfera persa. Everett Wheeler argumenta que "os sassânidas, administrativamente mais centralizados que os partas, formalmente organizaram a defesa de seu território, embora eles não tivessem um exército permanente, até Cosroes I". No geral os romanos consideravam os sassânidas como uma ameaça mais séria do que os partas, enquanto os sassânidas consideravam o Império Romano como um inimigo por excelência.
Militarmente, os sassânidas continuaram a forte dependência parta de combinação de arqueiros a cavalo leves e catafractários, a cavalaria pesada fornecida pela aristocracia. Eles adicionaram um contingente de elefantes de guerra obtidos no vale do Indo, mas a qualidade da infantaria deles era inferior à dos romanos. A cavalaria pesada persa infligiu várias derrotas à infantaria romana, incluindo aquelas lideradas por Crasso em 53 a.C., Marco António em 36 a.C. e Valeriano (r. 253–260). A necessidade de combater esta ameaça levou à introdução dos catafractários no exército romano; como resultado, a cavalaria pesada cresceu em importância em ambos os exércitos após o século III e até o final do guerras. Os romanos alcançaram e mantiveram um alto grau de sofisticação nas armas de cerco e tinham desenvolvido uma gama delas. Por outro lado, os partas foram inaptos ao cerco; os exércitos de cavaleiros deles eram mais adequados a táticas de bater-e-correr que destruíram o cerco de Antônio em 36 a.C.. A situação mudou com a ascensão dos sassânidas, onde Roma encontrou inimigos igualmente hábeis, que fizeram o uso de artilharia, máquinas capturadas dos romanos, aterros e torres de cerco.

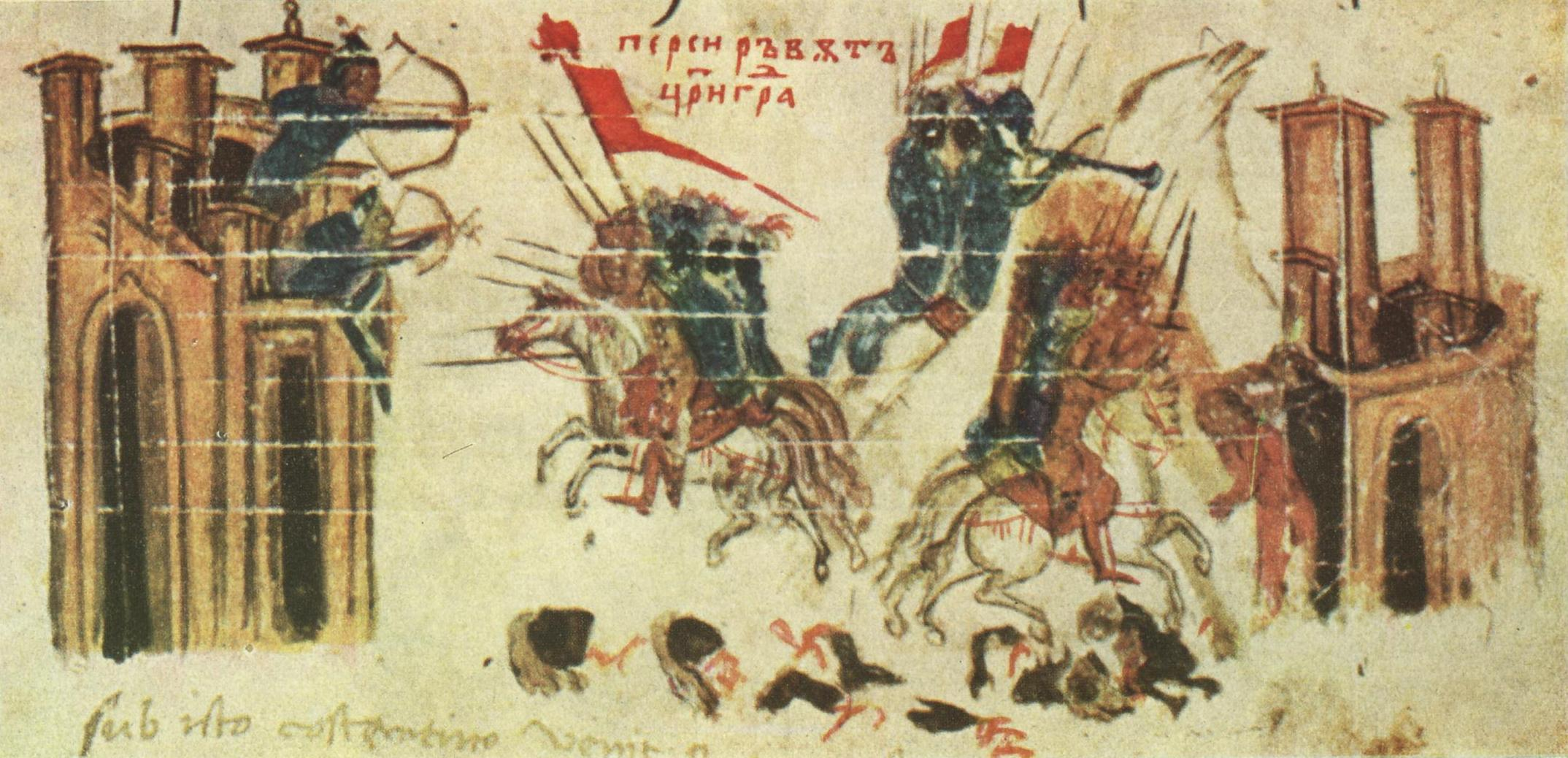
Cerco de Constantinopla em 626

No final do século I, Roma organizou a proteção de suas fronteiras orientais através de uma linha de fortificações que perdurou até as conquistas muçulmanas do século VII após melhorias de Diocleciano (r. 284-305). Como os romanos, os sassânidas construíram muros defensivos em frente ao território de seus oponentes. De acordo com R. N. Frye, foi sob Sapor II (r. 309–379) que o sistema persa foi estendido, provavelmente em imitação à construção por Diocleciano de uma série de fortificações nas fronteiras romanas na Síria e na Mesopotâmia. As unidades da fronteira romana foram conhecidas como limítanes, e eles enfrentaram os lacmidas no Iraque, que frequentemente auxiliaram os persas em suas disputas com os romanos. Sapor destinou uma força de defesa permanente contra os árabes do deserto, especialmente aqueles aliados com Roma. Sapor também construiu uma linha de fortificações no ocidente aos moldes do sistema de fronteiras romanas, que havia impressionado os sassânidas.
Até o início do governo sassânida, um número de estados-tampão existiram entre os impérios. Estes foram absorvidos pelo Estado central ao longo do tempo, e pelo século VII o último estado-tampão, os lacmidas de Hira, foram anexados pelos Império Sassânida. Frye nota que, no século III, tais estados-clientes desempenharam um importante papel nas relações romano-sassânidas, mas ambos os impérios gradualmente os substituíram por um organizado sistema de defesa executado pelo governo central e baseado em fortificações e cidades fronteiriças fortificadas, tais como Dara. Estudos recentes e avaliações comparando os sassânidas e partas têm reafirmado a superioridade sassânida na arte do cerco, engenharia militar, e organização, bem como habilidade de construir trabalhos defensivos.

## Avaliações

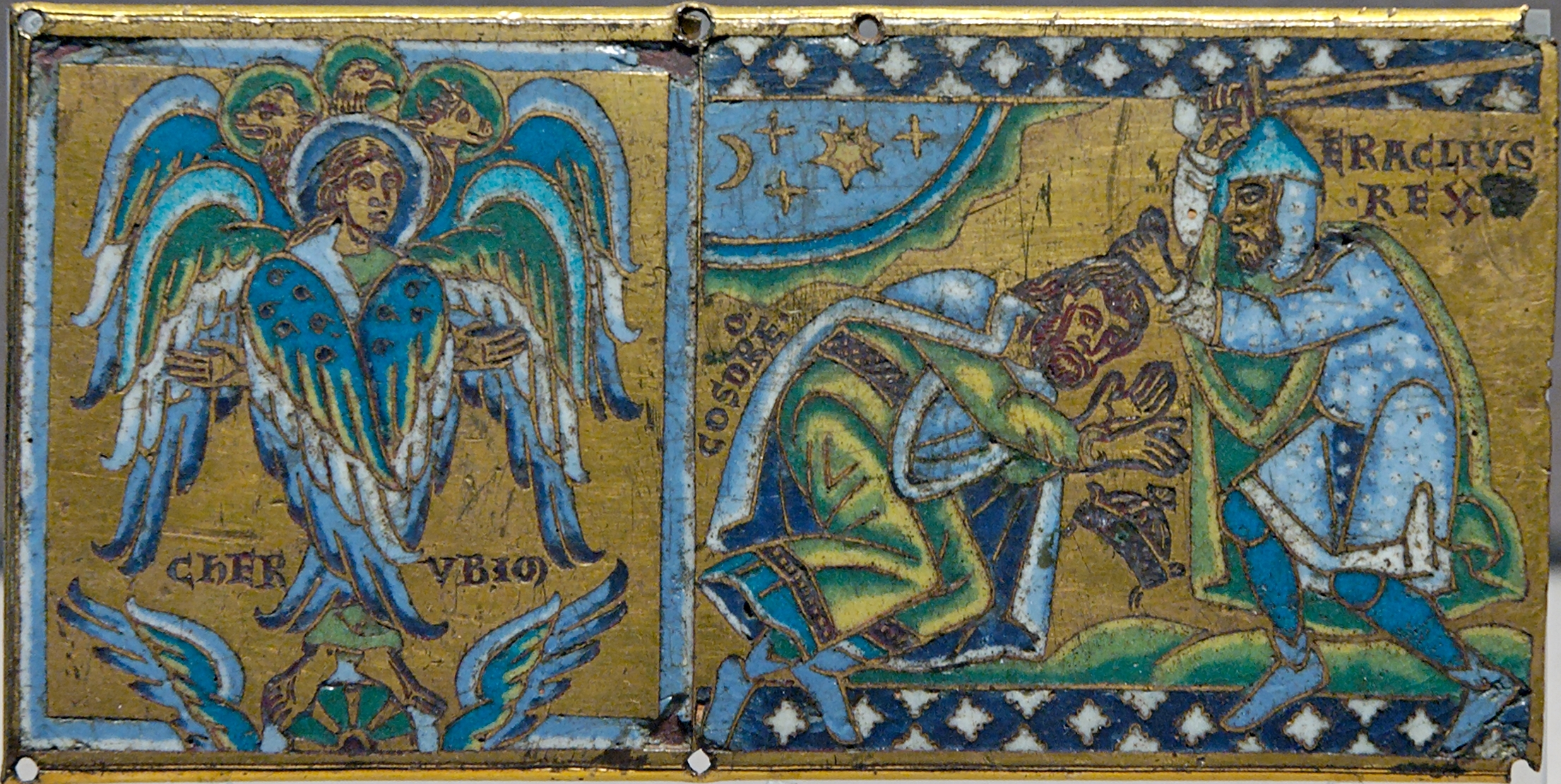
Querubim e Heráclio recebendo a submissão de Cosroes II; placa de uma cruz. Champlevé sobre cobre dourado, 1160-1170, Vale do Mosa

As guerras romano-persas tem sido caracterizadas como "fúteis" e também "deprimentes e tediosas para contemplar". Profeticamente, Dião Cássio notou seu "ciclo sem fim de confrontos armados" e observou que "é mostrado pelos próprios fatos que a conquista [de Septímio Severo] tem sido uma fonte de constantes guerras e grande despesa para nós. Para ele produz muito pouco e consome grandes somas; e agora que nós já estendemos a mão para povos que estão próximos dos medos e dos partas ao invés de nós mesmo, estamos sempre, por assim dizer, lutando as batalhas destes povos". Na longa série de guerras entre estes dois poderes, a fronteira na Mesopotâmia superior se manteve mais ou menos constante. Historiadores apontam que a estabilidade da fronteira ao longo dos séculos é notável, embora Nísibis (atual Nusaybin), Singara, Dara e outras cidades da Mesopotâmia superior mudaram de mão ao longo do tempo, e a possessão destas cidades fronteiriças deu a um império uma vantagem comercial sobre o outro. Como Frye afirma:
| “ | Tem-se a impressão que o sangue derramado na guerra entre os dois estados trouxe tão pouco ganho real para um lado ou o outro como poucos metros de terra adquirida a um custo terrível na guerras de trincheira da Primeira Guerra Mundial. | ” |

Ambos os lados tentaram justificar seus respectivos objetivos militares tanto na de forma ativa como reativa. A busca romana para dominar o mundo foi acompanhada pelo sendo de missão e orgulho da civilização ocidental e por ambições para se tornar fiador da paz e ordem.
As fontes romanas revelam preconceitos de longa data no que diz respeito aos costumes dos poderes do Oriente, estruturas religiosas, línguas, e formas de governo. John F. Haldon ressalta que "embora os conflitos entre a Pérsia e o Império Romano do Oriente giravam em torno de questões de controle estratégico em torno da fronteira oriental, também havia sempre a presença de elemento religioso-ideológico". Do período de Constantino (r. 306–337) em diante, os imperadores chamaram-se protetores dos cristãos da Pérsia. Esta atitude criou suspeitas intensas da lealdade dos cristãos que viviam na Pérsia e frequentemente levava a tensões romano-persas ou mesmo confrontos militares. Uma característica da fase final do conflito, quando um ataque, em 611-612, logo se transformou em uma guerra de conquista, foi a proeminência da cruz como um símbolo da vitória imperial e do elemento fortemente religioso na propaganda imperial romana. O próprio Heráclio (r. 610–641) projetou o soberano sassânida Cosroes II como o inimigo de Deus, e autores dos séculos VI e VII foram ferozmente hostis à Pérsia. Esta tradição de uma erudição histórica "pró-romana" prevaleceu durante séculos, e não foi até recentemente que estudiosos adotaram uma abordagem mais ampla e tentaram iluminar o espaço persa menos conhecido.

## Historiografia

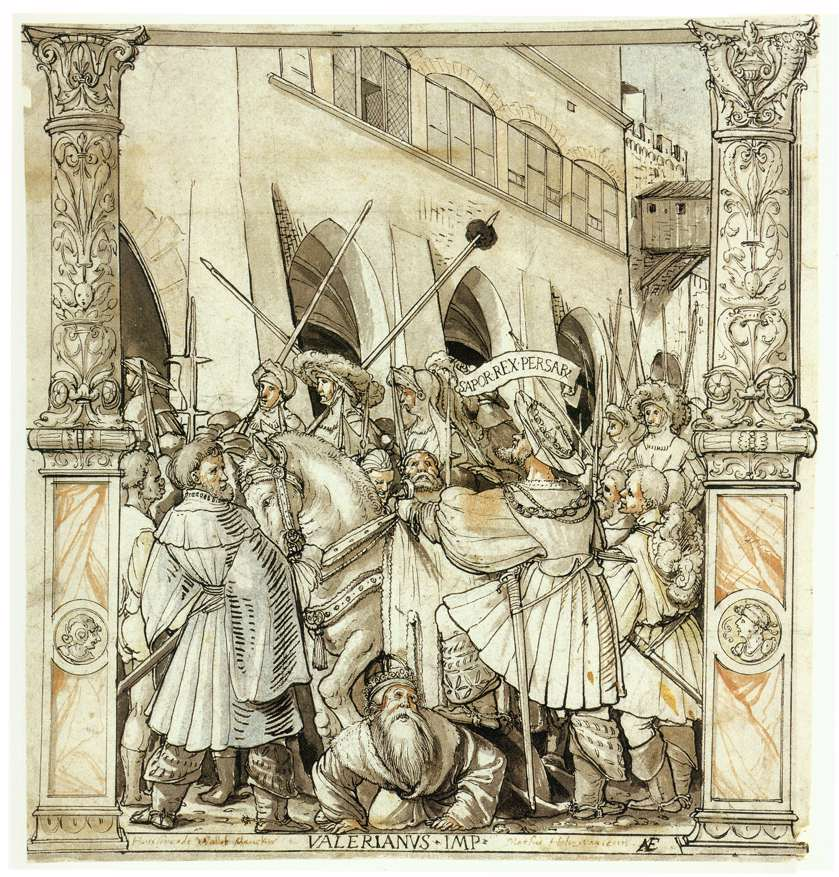
A humilhação de Valeriano por Sapor (Hans Holbein, o Jovem, 1521, caneta e tinta preta sobre um esboço de giz, Museu de Belas Artes, Basileia

As fontes para a história da Partia e as guerras com Roma são escassas e dispersas. Os partas seguiram a tradição aquemênida e favoreceram a historiografia oral, que garantiu a corrupção de sua história, uma vez que tinha sido vencido. As principais fontes deste período são então romanas (Tácito, Mário Máximo e Justino) e gregos (Herodiano, Dião Cássio e Plutarco) O décimo terceiro livro das Sibilinas Cristãs narra os efeitos das guerras romano-persas na Síria do reino de Gordiano III (r. 238–244) até a dominação da província por Odenato de Palmira. Com o fim do registro de Herodiano, todas as narrativas cronologicamente contemporâneas estão perdidas, até as narrativas de Lactâncio e Eusébio de Cesareia no começo do século IV, ambos de perspectiva cristã.
As principais fontes do começo do período sassânida não são contemporâneas. Entre elas as mais importantes são as dos gregos Agátias e Malalas, os persas Atabari e Ferdusi, o armênio Agatângelo, e as crônicas sírias de Edessa (atual Şanlıurfa) e Arbela (atual Arbil), a maioria das quais dependeram de fontes sassânidas tardias, especialmente o Livro dos Senhores. A História Augusta não é contemporânea nem confiável, mas é a principal fonte narrativa para Sétimo Severo (r. 222–235) e Caro (r. 282–283) A inscrições trilíngues (grego, parta e persa médio) de Sapor I (r. 226–241) são fontes primárias. Estes foram tentativas isoladas de se aproximar da historiografia escrita no entanto, e até o final do século IV, mesmo a prática de esculpir relevos em rocha e deixar inscrições curtas foi abandonado pelos sassânidas.
Para o período entre 353 e 378, há uma fonte de uma testemunha ocular dos principais eventos na fronteira oriental, Os Feitos de Amiano Marcelino. Dos eventos que abrangem o período entre os século IV e VI, os trabalhos de Sozômeno, Zósimo, Prisco e Zonaras são especialmente valiosos. A fontes mais importante das guerras persas de Justiniano (r. 527–565) até 553 é Procópio de Cesareia. Seus continuadores Agátias e Menandro Protetor oferecem detalhes muito importantes também. Teofilacto Simocata é a principal fonte para o reinado de Maurício (r. 582–602), enquanto Teófanes, o Confessor, a Crônica Pascoal e os poemas de Jorge de Pisídia são fontes úteis para a última guerra romano-persa. Além das fontes bizantinas, dois historiadores armênios, Sebeos e Moisés de Corene, contribuem para a narrativa coerente da guerra de Heráclio e são considerados por Howard-Johnston como "as fontes não-muçulmanas mais importantes e existentes."